# Revoluția Rusă din 1917
Revoluția rusă a fost o serie de evenimente care au condus în februarie 1917 la răsturnarea spontană a regimului țarist din Rusia, și apoi, în luna octombrie a aceluiași an, la preluarea puterii de către bolșevici și instalarea unui regim leninist („comunist”). Aceasta din urmă a condus la un război civil foarte violent, în care bolșevicilor li se opunea Armata Albă⁠(d) și o varietate de alți adversari (Mahnovșcina, Armata Verde etc.). Conflictul a fost însoțit de o prăbușire a economiei ruse, care începuse în timpul războiului, și cu o foamete soldată cu deosebit de mulți morți: el s-a terminat cu victoria bolșevicilor, și cu comasarea, sub egida URSS, a majorității teritoriilor fostului imperiu. Revoluția din Rusia a dat naștere și comunismului în sensul contemporan al termenului.
Favorizată foarte mult de Marele Război, Revoluția Rusă a fost un eveniment fondator și decisiv al „secolului al XX-lea scurt”, perioadă deschisă de izbucnirea conflictului european în 1914 și încheiată în 1991 cu căderea URSS. Obiect al simpatiei fiecărei părți și al unor imense speranțe („marea lumină de la Răsărit”, potrivit lui Jules Romains, numită de François Furet⁠(d) „șarmul universal al lui Octombrie”), sau invers, pentru alții, al unor critici severe, sursă de frică și ură din cauza terorii roșii, aceasta rămâne unul din evenimentele cele mai studiate și discutate cu mai multă pasiune din istoria contemporană⁠(d).
Desfășurarea și consecințele sale ridică în continuare multe întrebări. Istoricii sunt încă împărțiți pe tema a cât de directă a fost relația de cauzalitate între „Revoluția din Februarie” și „Revoluția din Octombrie”. Natura celei din octombrie (revoluție, lovitură de stat, sau o combinație a celor două?), motivele violenței Războiului Civil Rus, cele ale genezei dictaturii sovietice sunt și ele foarte discutate. Foarte vechea dezbatere cu privire la evoluția ce a dus la stalinismul din anii 1930 nu a fost niciodată în cele din urmă rezolvată: urmare logică, sau deviere (sau chiar trădare), de la idealurile și practicile bolșevicilor revoluționari?

## Rusia înainte de revoluție

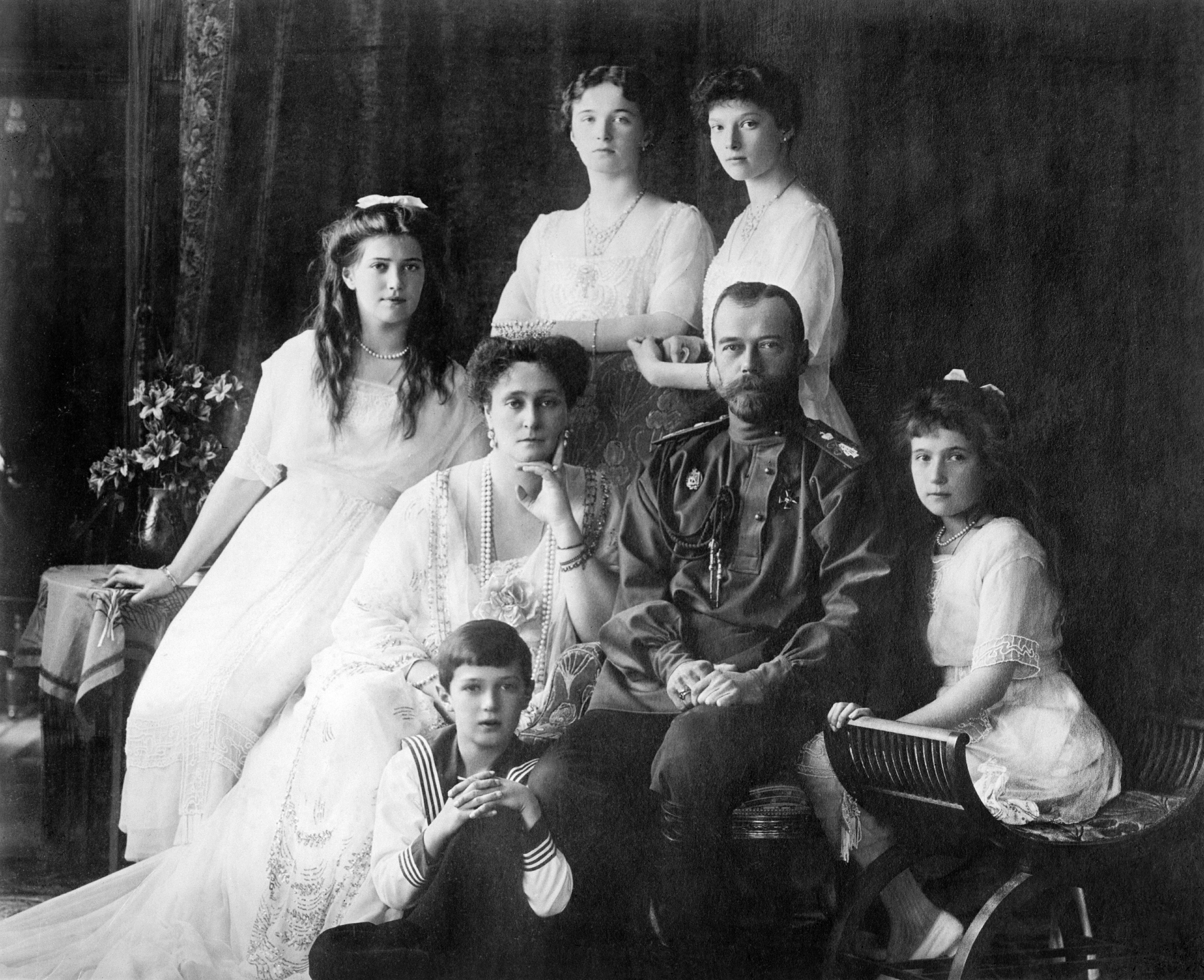
Țarul Nicolae al II-lea și familia sa.

Înainte de 1917, Imperiul Rus avea un regim monarhic autocratic.
Abolirea iobăgiei de către țarul Alexandru al II-lea în 1861 a dezvăluit primele fisuri în vechiul sistem feudal. Odată emancipați, iobagii au fost împinși spre orașe, unde erau transformați în forța de muncă a revoluției industriale.
La începutul secolului al XX-lea, Rusia se confrunta cu o spectaculoasă explozie de industrializare, soldată cu o creștere a orașelor și cu o mare fermentare culturală: vechea ordine socială a fost zguduită, agravând dificultățile celor mai săraci. Industriile înfloreau, clasa muncitoare⁠(d) era concentrată în principal în orașele mari. Cu toate acestea, noua prosperitate a țării, finanțată prin împrumuturi enorme de pe Bursa din Paris, nu s-a tradus și prin beneficii de care să se bucure populația.
Economia în ansamblul ei a rămas una arhaică. Valoarea producției industriale era, în 1913, de două ori și jumătate mai mică decât cea din Franța, de șase ori mai mică decât cea din Germania, sau de paisprezece ori mai mică decât cea a Statelor Unite. Performanța sectorului agricol rămânea slabă, lipsa infrastructurii de transport paraliza orice încercare de modernizare economică. PIB-ul pe cap de locuitor era mai mic decât cel al Ungariei sau al Spaniei din acea perioadă, și aproximativ un sfert din cel al Statelor Unite. Mai presus de toate, țara era dominată de capitalul străin, care deținea aproape jumătate din activele din Rusia. Industrializarea țării a fost violentă și slab acceptată în rândul păturilor țărănimii brusc proletarizate. Clasa muncitoare incipientă, deși slabă numeric, era concentrată în mari centre industriale, ceea ce facilita emulațiunea revoluționară.
Rusia rămânea o țară predominant rurală (85% din populație). Dacă o parte din țărani, culacii, erau relativ înstăriți și constituiau un fel de burghezie rurală ce susținea regimul, numărul de țărani fără pământ a crescut, creând un adevărat proletariat rural, receptiv la idei revoluționare. Chiar și după 1905, un deputat din Duma de Stat declara că, în multe sate, prezența gândacilor și păduchilor de pat în case era considerată semn de bogăție.

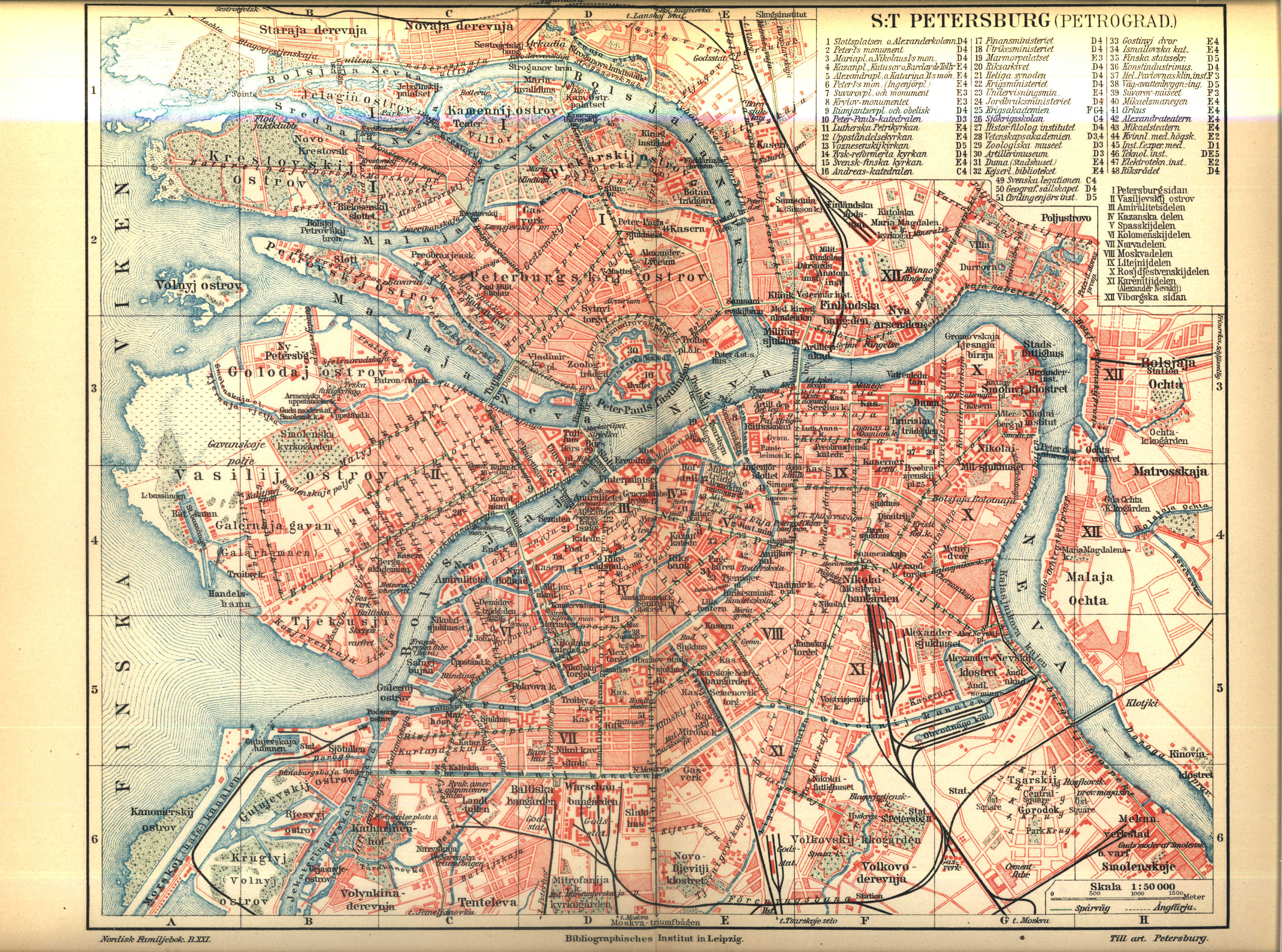
Capitala Sankt Petersburg, nucleul revoluțiilor din 1905 și 1917.

După studiile efectuate cu câțiva ani înainte, un grup de muncitori a fost cucerit de ideile marxiste și de alte ideologii revoluționare. Cu toate acestea, puterea țaristă dădea dovadă de imobilitate. La sfârșitul secolului al XIX-lea și începutul secolului al XX-lea, mișcări organizate de membri de toate categoriile de populație (studenți sau muncitori, țărani, sau nobili) au încercat, fără succes, să răstoarne guvernul, unele recurgând la terorism și asasinate politice. Mișcările revoluționare au fost supuse unor represalii severe, efectuate de atotputernica Ohrana, poliția politică țaristă. Mulți revoluționari au fost închiși sau deportați, alții au reușit să fugă și să plece în exil. Din acest punct de vedere, revoluția din 1917 este doar punctul culminant al unei lungi succesiuni de mici revolte. Reformele necesare, pe care nici răscoalele țărănești, nici atentatele politice și nici activitatea parlamentară a Dumei de Stat nu au reușit să le impună au condus în cele din urmă la o revoluție condusă de proletariat.
În 1905, a izbucnit prima revoluție după înfrângerea Rusiei în războiul ruso-japonez. Reprimarea sângeroasă a unei demonstrații din 9/22 ianuarie 1905, când o parte a populației a venit la Sankt Petersburg să aducă o petiție țarului Nicolae al II-lea, a marcat „duminica însângerată”. Ea a fost o încercare a poporului rus de a se elibera de țar, și a fost marcată de revolte și greve ale muncitorilor și țăranilor, care formau cu această ocazie primul lor organ de putere  independent de tutela Statului, Sovietele.

## Revoluția din februarie 1917
Înfrângerile succesive ale Rusiei în Primul Război Mondial au fost una din cauzele Revoluției din Februarie. La intrarea în război, toată societatea a susținut această participare, cu excepția Partidului Social Democrat al Muncii (PSDMR), singura grupare social-democrată din Europa, alături de Partidul Socialist Sârb, care a refuzat să voteze creditele pentru război, dar care anunța totuși că nu va încerca să saboteze efortul de război. De la începutul conflictului pe Frontul de Est, după câteva succese inițiale, armata s-a confruntat cu pierderi grele (mai ales în Prusia Orientală); uzinele nu erau suficient de productive, rețeaua feroviară era imperfectă, aprovizionarea cu arme și alimente a armatei era jalnică. În rândul trupelor, pierderile umane au bătut toate recordurile (1.700.000 de morți și 5.950.000 de răniți), și au izbucnit răzvrătirile⁠(d), moralul soldaților ajunsese la un minim. Aceștia suportau din ce în ce mai greu incompetența ofițerilor lor (se cunosc cazuri în care unele unități erau trimise în luptă cu gloanțe de calibru diferit față de cel al armelor), intimidările și pedepsele corporale utilizate în armată.

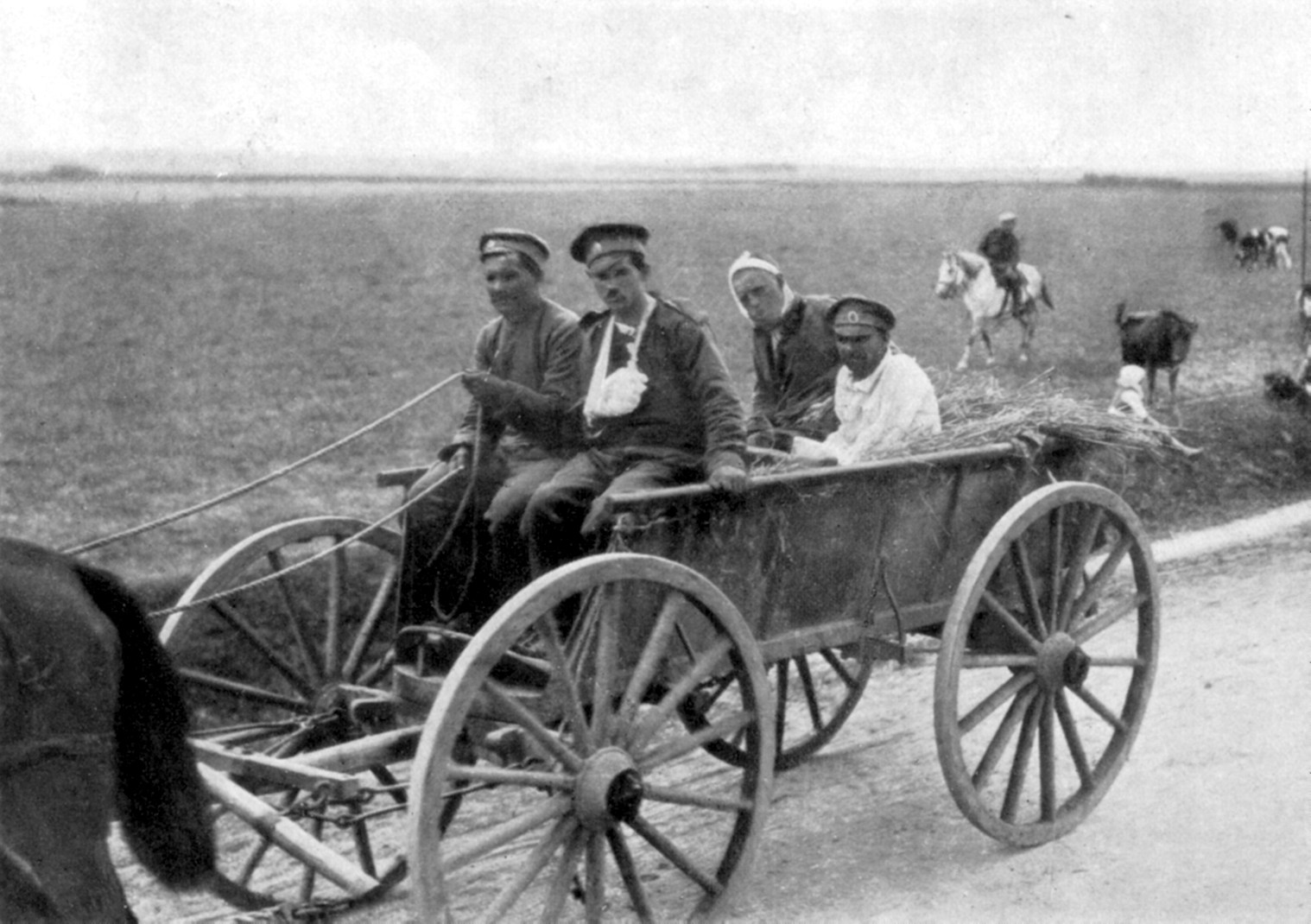
Soldați ruși răniți în timpul Primului Război Mondial

Foametea era în plină expansiune și mărfurile s-au rărit. Economia Rusiei, care înainte de război cunoștea rata de creștere cea mai mare din Europa, a fost izolată de piața europeană. Camera inferioară a Parlamentului Rus (Duma), formată din partide politice liberale și progresiste, l-a avertizat pe țarul Nicolae al II-lea împotriva acestor amenințări pentru stabilitatea atât a Rusiei, cât și a regimului, și l-a sfătuit să formeze un nou guvern constituțional. Dar țarul a ignorat opinia Dumei de Stat. Izolat într-un tren special pe front, el și-a pierdut orice contact cu realitatea și cu direcția țării. Lipsa de popularitate a soției sale, de origine germană, a agravat discreditarea regimului, fapt confirmat în decembrie 1916 de asasinarea⁠(d) de către un tânăr nobil⁠(d) a sfătuitorului ocult al țarinei, Rasputin.
Încă din 1915–1916, au proliferat diverse comitete ce luau în mâinile lor tot ceea ce statul deficitar nu-și mai asuma (aprovizionare, îngrijire, comerț). Împreună cu cooperativele sau cu sindicatele, aceste comisii ajungeau să fie adevărate puteri paralele. Regimul nu mai putea controla „țara reală”.
Luna februarie 1917 a adunat toate caracteristicile pentru izbucnirea unei revolte populare: iarna grea, penuria de alimente, oboseala de război. Totul a început atunci cu grevele spontane, de la începutul lunii februarie, ale muncitorilor din fabricile din capitala Petrograd (noul nume pe care l-a luat orașul Sankt Petersburg după începutul conflictului). La 23 februarie/8 martie 1917, care avea să devină Ziua Internațională a Femeii, femeile din Petrograd au demonstrat pentru a cere pâine. Acțiunea lor era susținută de forța de muncă din industrie, care și-a găsit aici un motiv de a prelungi greva. Această primă zi, în ciuda câtorva confruntări cu forțele de ordine, nu a făcut nicio victimă.
În următoarele zile, grevele s-au răspândit în întregul Petrograd și tensiunea a crescut. Sloganurile, până atunci mai degrabă discrete, s-au politizat: „Jos războiul!”, „Jos autocrația!” De această dată, ciocnirile cu poliția au făcut victime de ambele părți. Protestatarii au prădat secțiile de poliție și s-au înarmat. După trei zile de demonstrații, țarul a mobilizat trupele din garnizoana orașului pentru a suprima revolta. Soldații au rezistat la primele încercări de fraternizare și au ucis mulți demonstranți. Cu toate acestea, noaptea, o parte a trupelor s-a alăturat treptat taberei insurgenților, care au putut astfel să se înarmeze mai adecvat. Între timp, țarul, disperat, nemaiavând mijloacele de a guverna, a dizolvat Duma și a numit un comitet provizoriu.
Toate regimentele din garnizoana Petrograd s-au alăturat rebelilor. Revoluția a triumfat. Sub presiunea statului major general, țarul rus Nicolae al II-lea a abdicat la 2/15 martie 1917. „El a renunțat la imperiu precum un comandant la un escadron de cavalerie”. Fratele său, marele duce Mihail Alexandrovici Romanov, a refuzat aproape la fel de repede coroana. A fost, de fapt, sfârșitul țarismului, și primele alegeri pentru sovietul muncitorilor din Petrograd. Primul episod al revoluției a făcut totuși peste de o sută de victime, mai ales printre demonstranți. Dar căderea rapidă și neașteptată a regimului, cu un cost totuși limitat, a trezit în țară un val de entuziasm și de liberalizare.

## Dualitatea puterii
Perioada de după abdicarea țarului a fost dominată atât de confuzie, cât și de entuziasm. Guvernele Provizorii s-au succedat rapid, pe măsură ce revoluția a câștigat în profunzime și pe măsură ce masa de muncitori și țărani s-a politizat. Sovietele, emanații ale voinței populare, nu îndrăzneau la început să contrazică guvernul provizoriu, în ciuda lipsei sale de acțiune și a continuării războiului.
Micul partid bolșevic, finanțat în mare parte de Germania, în scopul de a duce la revoluție pentru a închide frontul rusesc, și căruia Lenin i-a impus o radicalizare strategică, a preluat nemulțumirea generală și a devenit custode al aspirațiilor populare, pe măsură ce partidele revoluționare rivale se discreditau unul după altul, și se prefigura pericolul contrarevoluției.

### „Țara cea mai liberă din lume”
Căderea monarhiei a fost percepută ca o liberalizare fără precedent. Ea a deschis în Rusia o perioadă de jubilare populară și de frământare revoluționară. O frenezie a luării de cuvânt a pătruns în toate straturile societății. Mitingurile erau fapt cotidian și vorbitorii se succedau fără sfârșit. Paradele și protestele s-au răspândit. Zeci de mii de scrisori, adrese, petiții erau trimise în fiecare săptămână, tuturor punctelor din teritoriu pentru a face cunoscute sprijinul, doleanțele sau revendicările poporului. În special, acestea erau direcționate către noul guvern provizoriu și către sovietul de la Petrograd.
Dincolo de nevoile imediate, atmosfera era dominată de respingerea oricărei forme de autoritate; acest lucru i-a permis lui Lenin să vorbească despre Rusia acestor prime luni ca fiind „țara cea mai liberă din lume”.

Potrivit lui Marc Ferro⁠(d), 
| “ | la Moscova, Muncitorii își obligau patronii să învețe fundamentele viitorului drept al muncitorilor; la Odesa, studenții dictau profesorilor noua programă de istoria civilizațiilor; la Petrograd, actorii înlocuiau directorii de teatre și alegeau următoarea reprezentație; în armată, soldații invitau preoții de campanie să asiste la discuțiile lor ca să aibă un sens și viața lui. Mai lipsea doar ca copiii să ceară ca «cei de sub 14 ani să ia cuvântul pentru a se face auziți de cei mari». Era lumea inversată. | ” |

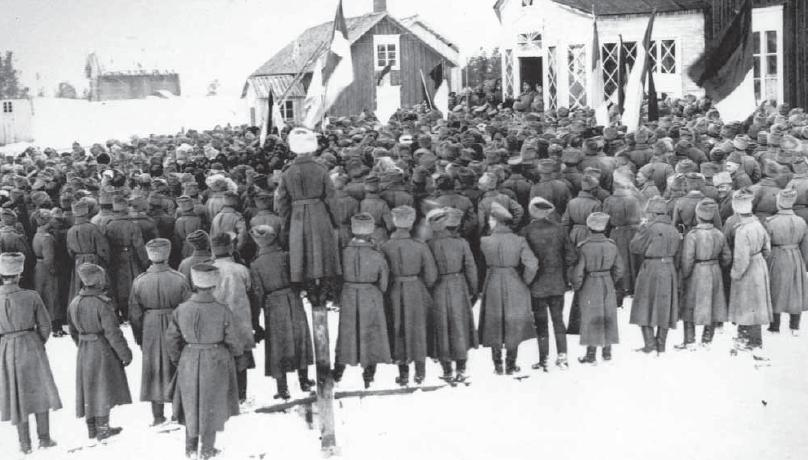
Miting al soldaților în Finlanda, în martie 1917.

Aceste primele câteva săptămâni pline de speranță și de generozitate au fost foarte puțin violente în orașe și în mediul rural. Nu a avut loc nicio reprimare oficială sau spontană împotriva vechilor slujitori ai țarului, aceștia din urmă fiind pur și simplu consemnați la reședință; mulți puteau să se retragă liniștiți sau să plece în străinătate. Guvernul provizoriu a abolit pedeapsa cu moartea, a deschis închisorile, a permis întoarcerea exilaților de toate opiniile (inclusiv a lui Lenin), și a proclamat libertățile fundamentale ale presei, de adunare, de conștiință⁠(d), deja adoptate de facto încă din februarie. Antisemitismul statului a dispărut. Biserica Ortodoxă, aflată sub tutela statului începând cu Petru cel Mare, s-a putut întruni în sinod liber, care, în vara anului 1917, a restaurat patriarhia. În armată, prikazul (ordinul de zi) nr. 1 emis de către sovietul din Petrograd interzicea hărțuirile și umilințele ofițerilor și a introdus pentru soldați drepturile de adunare, petiție și presă.
În cele din urmă, cea mai directă manifestare a emancipării societății civile a fost înființarea spontană de soviete (sfaturi) de muncitori, țărani, soldați sau marinari, care acopereau în câteva săptămâni aproape toată țara. Aceste adunări alese, deja încercate în 1905, compensau slăbiciunea instituțiilor obișnuite în Occident (partide, sindicate), slăbiciune cauzată de îndelungata suprimare țaristă. Acestea au fost organe de democrație directă, care intenționau să exercite o autoritate independentă și, în fața guvernului provizoriu și a posibilității unei contrarevoluții, să asigure păstrarea și extinderea cuceririlor Revoluției din Februarie.

### Guvernul provizoriu și sovietele

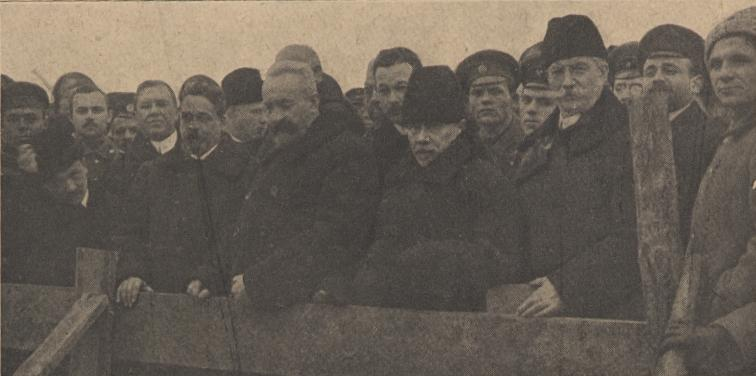
Membrii Guvernului Provizoriu.

A fost înființat un Guvern Provizoriu, ales de către Duma de Stat, condusă de Mihail Rodzeanko⁠(d), fost ofițer al țarului, monarhist și moșier bogat. La 15 martie, conducerea acestuia a fost preluată pentru mai multe luni de prințul Lvov, un liberal progresist.
Astfel, chiar dacă acesta este produs de o revoluție a muncitorilor și soldaților, puterea era în mâinile unui guvern provizoriu condus de politicieni liberali, în primul rând din partidul KD (Partidul Constituțional Democratic, fals denumit „Cadeții”), care reprezenta burghezia liberală. În realitate, acest guvern a trebuit să trateze cu sovietele, care de la începutul lunii martie, se formaseră în principalele orașe ale țării, proclamând revoluția în capitală, și apoi răsărind și în zonele rurale în aprilie și mai. Atunci au fost demiși cei care exercitau puterea în numele țarului. Sovietele, prin urmare, erau atât cluburi în care muncitorii veneau pentru a discuta situația, cât și organe de guvernare.
Programul sovietului de la Petrograd era pacea imediată, pământ țăranilor, ziua de lucru de 8 ore și o republică democratică. Acest program este inaplicabil de către burghezia liberală, care a preluat puterea în urma revoluției, și care nu dorea nici să se rupă de aliați, nici să se atingă de proprietatea nobilimii feudale asupra pământului, nici să lase muncitorii să plece acasă zilnic după doar 8 ore de lucru.
În plus, guvernul considera (ca și o parte dintre liderii sovietelor și ai partidelor revoluționare), că numai viitoarea Adunare Constituantă aleasă prin vot universal va avea dreptul de a decide soarta pământului și a regimului social. Dar lipsa a milioane de alegători mobilizați pe front a întârziat fără sfârșit convocarea alegerilor (mai ales că guvernul continua războiul). Realizarea reformelor așteptate a fost, astfel, mereu amânată sine die, până la punctul în care guvernul, de exemplu, nu a reușit nici măcar să proclame oficial Republica înainte de luna septembrie. A apărut astfel, prin urmare, riscul de a dezamăgi în mod periculos populația. Nu se putea guverna fără sprijinul nesigur al sovietelor, care aveau sprijinul și încrederea marii mase a muncitorilor.
Sovietele erau atunci dominate de partidele socialist, menșevic și socialist-revoluționar (SR). Bolșevicii, în ciuda numelui lor, erau în minoritate. Imediat, aceste soviete, inclusiv cel din Petrograd, afișau o linie moderată de sprijin pentru guvernul provizoriu, și nu înaintau pretenții dintre cele mai radicale — ceea ce obligă la nuanțarea obișnuitei noțiuni de „dualitate a autorității”. Intersecția între guvern și sovietul din Petrograd era asumată de către vicepreședintele său, republicanul socialist-revoluționar Alexandr Kerenski, care era și ministru de justiție și apoi și de război.
Aproape toți revoluționarii, mai ales cei formați la școala marxistă, credeau că revoluția proletară este prematură într-o țară atât de rurală și de întârziată din punct de vedere economic. În ochii lor, Rusia era suficient de matură doar pentru o revoluție burgheză, proletariatul fiind lipsit de experiență și prea slab numeric. Revoluția trebuia în primă fază să se limiteze la sarcinile pe care analiza marxistă i le atribuia revoluției burgheze, cele realizate de către Revoluția Franceză din 1789: sfârșitul feudalismului și reforma agrară⁠(d). În acest sens, sovietele erau concepute ca „fortărețe proletare”, situate în inima „revoluției burgheze”, cu rolul de a asigura îndeplinirea revendicărilor populare, pentru a pregăti în viitor trecerea la socialism, și pentru a împiedica o așteptată contrarevoluție monarhistă sau o ruptură cu burghezia.
Cu toate acestea, acest lucru nu răspundea urgenței realizării aspirațiilor maselor. Partidele revoluționare au fost, prin urmare, expuse riscului de a suporta aceeași discreditare populară ca și guvernul provizoriu.

## Crizele repetate

### Zilele de aprilie
În ciuda dorinței populare de a pune capăt războiului, implicarea în Primul Război Mondial nu a fost pusă în discuție. În luna aprilie, la publicarea unei note secrete adresată de către guvern aliaților săi, indica faptul că acesta nu va afecta tratatele țariste și va continua războiul, provocând mânia soldaților și muncitorilor. Demonstrații pentru și împotriva guvernului au produs veritabile înfruntări armate revoluționare și au forțat demisia ministrului de externe, istoricul constituțional-democrat Pavel Miliukov. Socialiștii moderați au intrat atunci în guvern, susținuți de majoritatea muncitorilor care credeau că pot face presiuni pentru a opri războiul.
În același timp, puțin după întoarcerea sa în Rusia, Lenin a publicat Tezele din aprilie. În continuitate cu tezele expuse în Imperialismul, stadiul cel mai înalt al capitalismului, el credea că capitalismul a intrat într-o „etapă de putrefacție” și că burgheziile naționale nu mai sunt capabile, în țările nou industrializate, să-și asume rolul revoluționar pe care îl jucaseră în trecut. Pentru el, numai acordarea „întregii puteri sovietelor” și continuarea revoluției putea opri războiul și asigura cuceririle Revoluției din Februarie. El refuza orice sprijin pentru guvernul provizoriu și pleda pentru confiscarea și împărțirea terenurilor de către țărani, controlul muncitoresc asupra fabricilor, trecerea imediată la o republică a sovietelor.
Aceste idei fuseseră până atunci foarte minoritare chiar în rândurile bolșevicilor, care ținuseră linia comună de susținere a guvernului, Pravda condusă de Stalin și Molotov pronunțându-se chiar public pentru reluarea activității și pentru revenirea la normal. Dar în condițiile colapsului economic și ale continuării războiului, ideile partidului bolșevic, condus de Lenin și susținut de Troțki în vară, au câștigat influență. La începutul lunii iunie, bolșevicii erau majoritari în sovietul muncitoresc din Petrograd.

### Zilele din Iulie

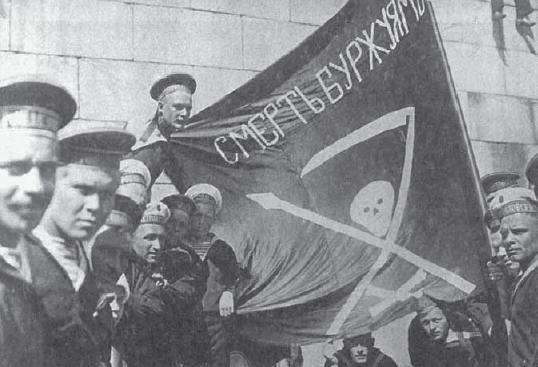
Marinarii ruși revoluționari din flota imperială în vara anului 1917.

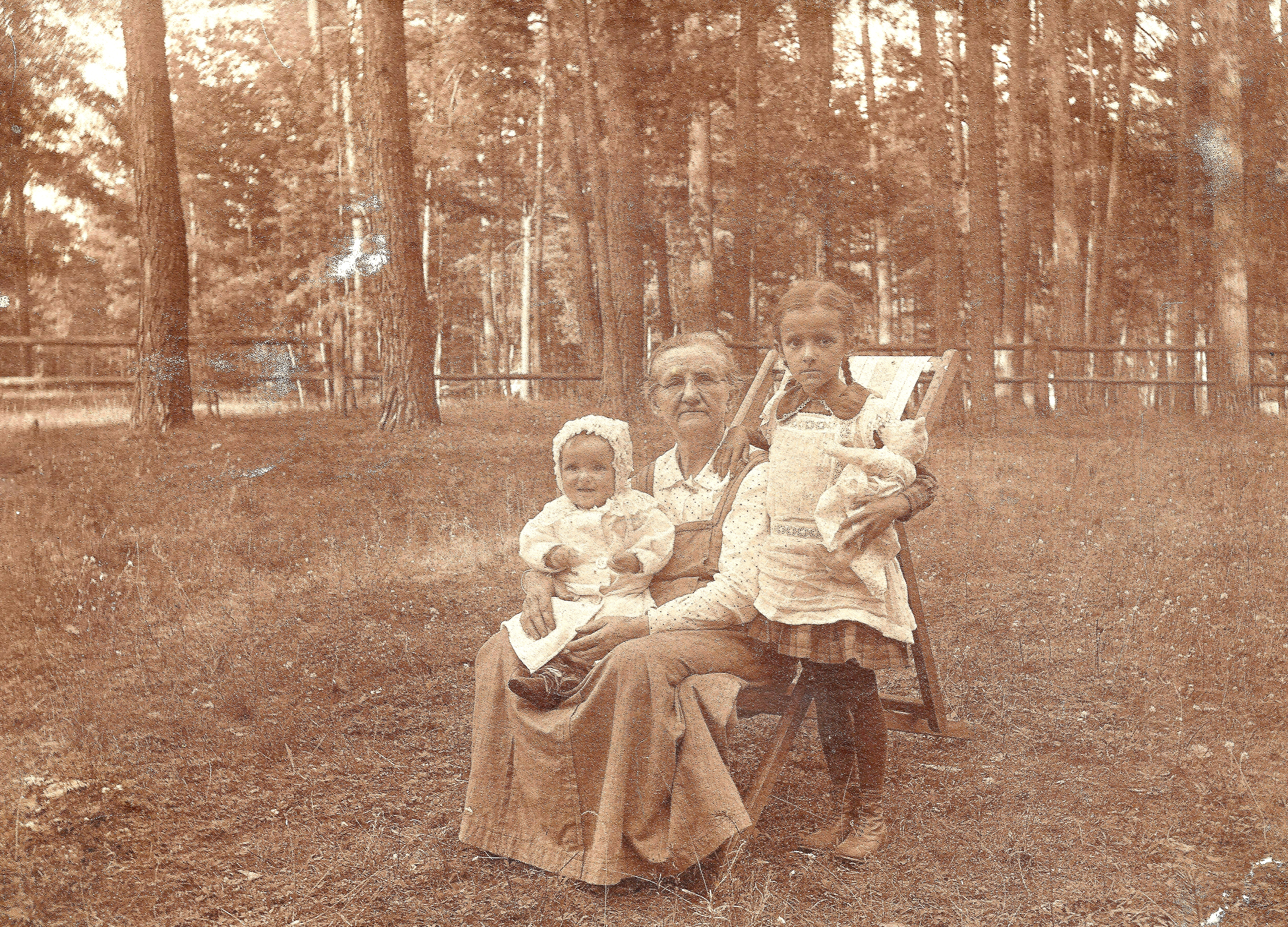
Vara tuturor îngrijorărilor într-o dacea din apropiere de Moscova, 1917

În primele luni ale anului 1917, era mai puțin respins războiul în sine, cât incapacitatea țarului de a-l conduce în mod eficient, precum și lipsa de omenie și neglijența ofițerilor. „Defetismul revoluționar” susținut de către Lenin este foarte nepopular chiar în Partidul Bolșevic. Mulți, și nu doar în elita burgheză, așteaptau în Rusia o explozie patriotică și iacobină în fața Germaniei Kaiserului, după cum căderea monarhiei franceze în 1792 a avut ca rezultat victoria de la Valmy și respingerea invadatorilor. Alexandr Kerenski, acum ministru de război, un bun și foarte popular vorbitor, a încercat să întruchipeze această explozie atât națională cât și revoluționară.
În plus, sloganurile inițiale pentru pace imediată erau mai frecvente în spatele frontului decât pe front, unde soldații îi considerau de multe ori pe muncitorii a fi „lași”, și îi acuzau că pun la îndoială utilitatea sacrificiilor pe care ei le înduraseră în ultimii trei ani. În fapt, o mare majoritate a rușilor erau în favoarea unei „păci albe”, fără anexări și cedări teritoriale, dar mulți erau dispuși să acorde o șansă unei ultime ofensive militare.
Cu toate acestea, între februarie și iulie, lipsa de popularitate a războiului și oboseala au câștigat teren, alături de propaganda pacifistă. Continuarea războiului justifica și un imobilism foarte criticat, pentru că nu se putea acorda ziua de muncă de 8 ore, fără a slăbi producția de război, și nu se putea convoca Adunarea Constituantă în timp ce un milion de soldați erau plecați pe front.

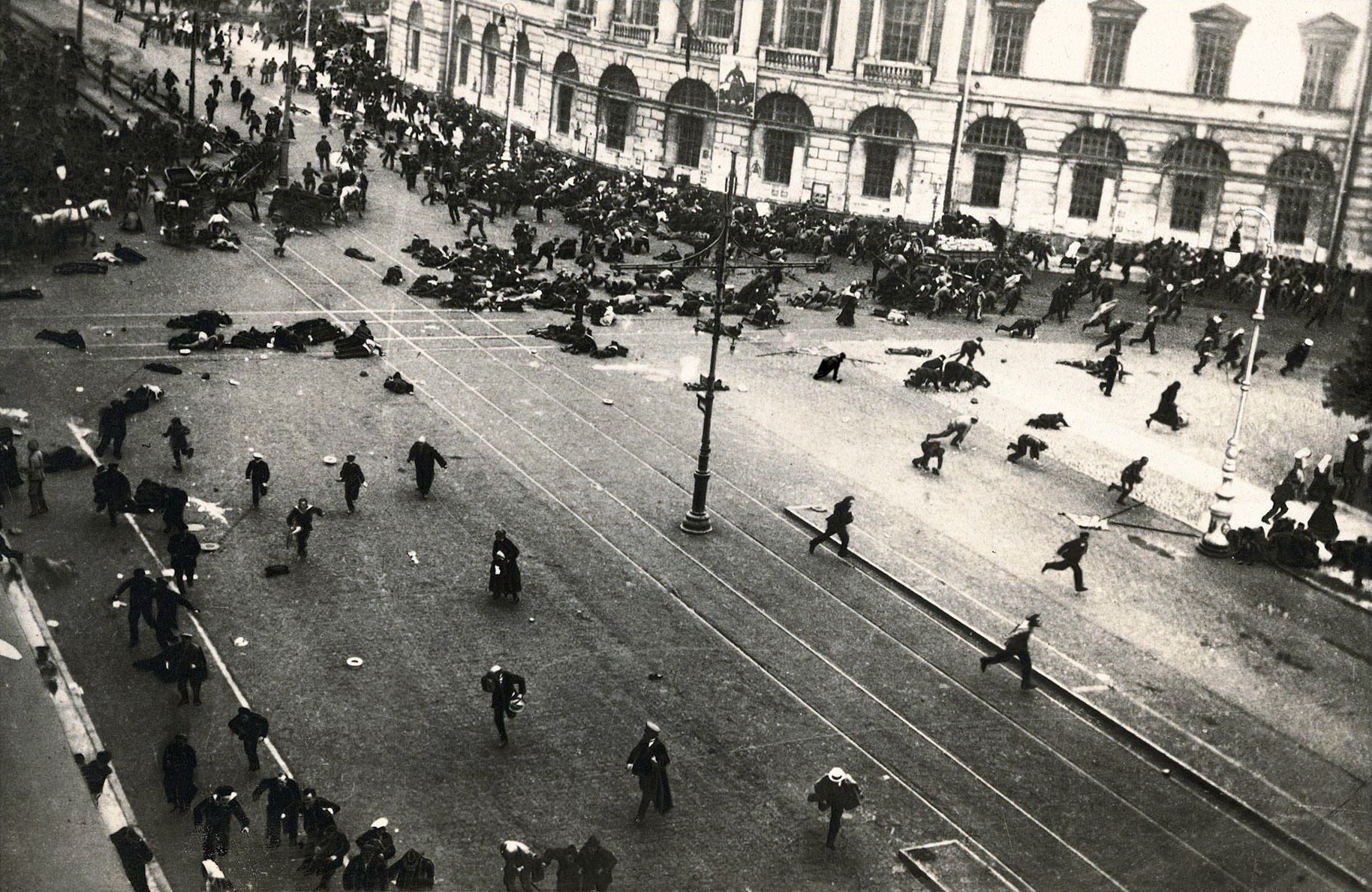
Împrăștierea mulțimii de pe Nevski Prospekt, în timpul.

Înfrângerea militară a „ofensivei Kerenski” a declanșat la începutul lunii iulie dezamăgirea generală. După un prim succes datorat generalului Brusilov, cel mai bun comandant militar rus din Marele Război, eșecul a fost evident și soldații au refuzat să intre în linia întâi. Armata a intrat în descompunere, dezertările au devenit frecvente, protestele din spatele frontului s-au îndesit, popularitatea lui Kerenski s-a deteriorat.
Pe 3 și 4 iulie, după ce a devenit cunoscut eșecul ofensivei, soldații staționați în capitala Petrograd au refuzat să se întoarcă pe front. Alături de muncitori, ei manifestau cerând liderilor sovietului din oraș să preia puterea. Copleșiți de cererile populare, bolșevicii se opuneau revoltei premature, având în vedere că este încă prea devreme să răstoarne guvernul provizoriu: bolșevicii erau majoritari doar în Petrograd și Moscova, în timp ce socialiștii moderați încă mai păstrează o influență semnificativă în restul țării. Ei preferau să lase guvernul să meargă până la capătul posibilităților sale și să-și dovedească incapacitatea de a gestiona problemele revoluției: pacea, ziua de lucru de 8 ore, reforma agrară.

### Creșterea reacțiunii
Represiunea s-a abătut, totuși, asupra bolșevicilor. Troțki a fost închis, Lenin a fost obligat să fugă și să se refugieze în Finlanda, ziarul bolșevic Rabotci i Soldat („Muncitor și soldat”), a fost interzis. Regimentele de mitraliori care au sprijinit revoluția au fost desființate, trimise pe front, în detașamente mici, muncitorii au fost dezarmați. 90.000 de oameni trebuia să plece din Petrograd, „agitatorii” au fost închiși. Pedeapsa cu moartea, abolită în februarie, a fost reinstitutită. Pe front, reinstituirea disciplinei stricte a fost ceva brutal după libertatea dată de prikazul nr. 1 în luna februarie. Pe 8 iulie, generalul Kornilov, comandant pe frontul de sud-vest, a dat ordinul de a deschide focul cu mitralierele și artileria asupra soldaților care dezertau. Între 18 iunie și 6 iulie, ofensiva pe acest front s-a soldat cu 58.000 de morți, fără vreun succes.
În paralel, s-a manifestat reacțiunea, iar țarismul a scos capul; în provincie s-au semnalat pogromuri. După zilele de iulie⁠(d), Kerenski i-a urmat la șefia guvernului lui Gheorghi Lvov, monarhist moderat, dar el a pierdut din ce în ce mai mult considerația maselor, și părea incapabil să țină în frâu evoluția reacțiunii.

### Revolta lui Kornilov
Generalul Kornilov a fost numit comandant suprem de Kerenski. Deși armata se dezmembra, el a cerut o revenire la disciplina de fier de mai devreme: încă din aprilie el ordonase împușcarea dezertorilor și expunerea cadavrelor lor pe drumuri, și amenința cu pedepse severe pe țăranii care își împărțeau moșiile nobililor. Acest general, cu reputație de monarhist, era în realitate un republican moderat, indiferent față de posibila restaurație a țarului, și un om din popor (fiu de cazaci și nearistocrat), ceea ce era ceva rar, la acea dată, în casta militară. Naționalist înainte de toate, el voia să țină Rusia în război, fie sub autoritatea guvernului provizoriu, fie fără. Mai degrabă bonapartist⁠(d) sau chiar pre-fascist decât monarhist, el a devenit totuși destul de repede o speranță a fostei clase conducătoare, a nobilimii și burgheziei, și a tuturor celor care aspirau la o revenire la ordine, sau doar la pedepsirea severă a bolșevicilor defetiști.

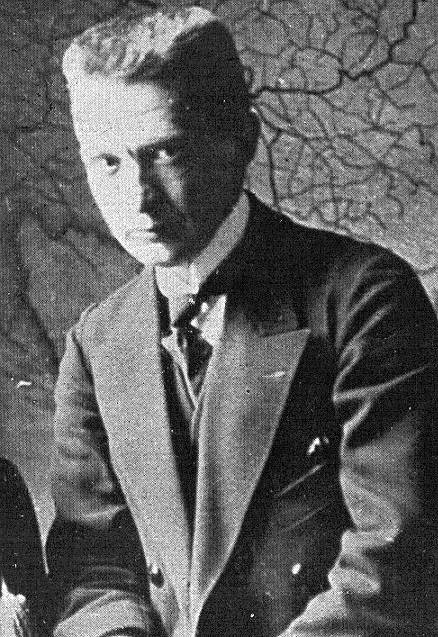
Alexandr Kerenski, șeful guvernului provizoriu

În fabrici și în armată, a început să se prefigureze pericolul unei contrarevoluții. Sindicatele, în care bolșevicii erau în majoritate (în ciuda represiunii), au organizat o grevă masivă. Tensiunile se acumulau treptat, marcate de radicalizarea discursului partidelor politice. Astfel, la 20 august, la comitetul central al Partidului Constituțional-Democrat (KD), Miliukov spunea: „pretextul va fi asigurat de revolte ale foamei, sau printr-o acțiune a bolșevicilor, în orice caz, viața va împinge societatea și publicul să ia în considerare inevitabilitatea unei intervenții chirurgicale.” Uniunea ofițerilor armatei și a flotei, organizație cu influență în corpul superior al armatei ruse și finanțat de către comunitatea de afaceri, a solicitat instituirea unei dictaturi militare. Pe front, căpitanul Muraviev, membru al Partidului Socialist-Revoluționar, a format mai multe batalioane ale morții, și s-a asigurat că aceste batalioane nu sunt destinate frontului, ci Petrogradului, pentru atunci când vor trebui reglate conturile cu bolșevicii.”
La sfârșitul lunii august 1917, Kornilov a organizat o revoltă armată, și a trimis 3 regimente de cavalerie pe calea ferată la Petrograd, cu scopul declarat de a înăbuși în sânge sovietele și organizațiile muncitorești și să păstreze Rusia în război. În fața incapacității guvernului provizoriu de a se apăra, bolșevicii au organizat apărarea capitalei. Muncitorii au săpat tranșee, feroviarii au trimis trenurile pe linii secundare, iar trupele în cele din urmă s-au împrăștiat.
Consecințele puciului au fost importante: masele s-au reînarmat, bolșevicii au reușit să iasă din semi-clandestinitate, deținuții politici din iulie, inclusiv Troțki, au fost eliberați de către marinarii din Kronstadt. Pentru a potoli puciul, Kerenski a chemat în ajutor toate partidele revoluționare, fiind de acord să-i elibereze și să-i înarmeze chiar și pe bolșevici. El a pierdut sprijinul dinspre dreapta, care nu i-a putut ierta eșecul puciului, fără a câștiga simpatia stângii, care considera că complicii lui Kornilov au fost pedepsiți prea indulgent, și cu atât mai puțin a extremei stângi bolșevice, Lenin, din ascunzătoarea lui, stabilind sloganul: „Fără susținere pentru Kerenski, luptă împotriva lui Kornilov”.

### Efervescența populară, explozia țăranimii și creșterea bolșevicilor

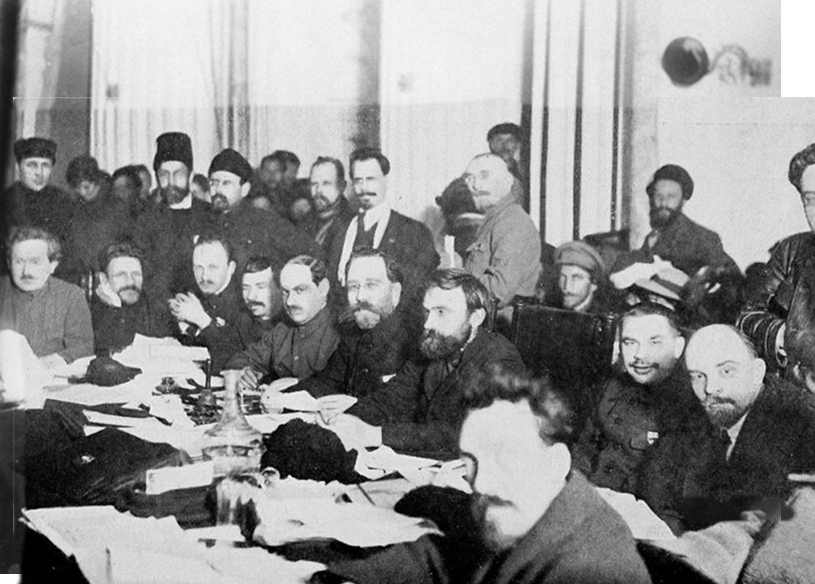
Întâlnire a partidului bolșevic (Lenin este în dreapta în fotografie).

Din ce în ce mai mulți muncitori și soldați credeau că nu poate exista o conciliere între vechea societate apărată de Lavr Kornilov și cea nouă. Puciul și prăbușirea guvernului provizoriu au dat sovietelor direcția de rezistență, le-au întărit autoritatea și au crescut aderența bolșevicilor. Prestigiul lor era în creștere: cu imboldul dat de contra-revoluție, masele s-au radicalizat, sovietele și sindicatele trecând pe partea bolșevicilor. La 31 august, sovietul de la Petrograd a acordat majoritatea bolșevicilor, și l-a ales pe Troțki președinte pe 30 septembrie.
Toate alegerile stau mărturie pentru această creștere: de asemenea, la alegerile locale din Moscova, între iunie și septembrie, Partidul Socialist Revoluționar a scăzut de la 375.000 de voturi la 54.000, menșevicii de la 76.000 la 16.000, democrații constituționaliști (KD) de la 109.000 la 101.000, în timp ce bolșevicii au crescut de la 75.000 la 198.000 de voturi. Sloganul „toată puterea sovietelor” a ieșit din sfera bolșevicilor și a fost preluat și de către muncitorii din SR sau de menșevici. La 31 august, sovietul de la Petrograd și 126 de soviete din provincie au adoptat o rezoluție în favoarea transferului puterii către soviete.
Revoluția continua și se accelera, mai ales în zonele rurale. În această vară a anului 1917, țăranii au trecut la acțiune și au confiscat pământurile moșierilor, fără a mai aștepta reforma agrară⁠(d) promisă și continuu amânată de guvern. Țărănimea rusă s-a reconectat în fapt cu tradiția sa îndelungată de ample revolte spontane, care marcase deja istoria națională, ca marea revoltă a lui Stenka Razin din secolul al XVII-lea sau a lui Emelian Pugaciov (1774–1775), în timpul Ecaterinei a II-a. Nu întotdeauna violente, aceste ocupări masive ale terenurilor au fost adesea scena unor izbucniri spontane, în care proprietățile stăpânilor erau arse, aceștia fiind maltratați și chiar uciși. Această imensă răscoală, fără îndoială, cea mai importantă din istoria europeană, a fost în mare măsură victorioasă, iar pământurile au fost împărțite, fără ca guvernul să condamne sau să aprobe mișcarea.
Aflând că „Împărțirea Neagră” este pe cale să se realizeze în satele lor, soldații, în mare parte, de origine țărănească, dezertau în masă, ca să poată participa la împărțirea terenurilor. Acțiunea propagandei pacifiste, împreună cu descurajarea de după eșecul ultimei ofensive de vară, au făcut restul. Tranșeele s-au golit puțin câte puțin.
Astfel, bolșevicii, care în luna iulie erau încă „o mână nesemnificativă de demagogi”, au ajuns să controleze cea mai mare parte a țării.
În iunie 1917, la o reuniune a primului congres al sovietelor⁠(d), Lenin anunțase deja deschis că bolșevicii erau gata să ia puterea, dar, la acea vreme, cuvintele lui nu au fost luate în serios.

## Revoluția din octombrie 1917
În octombrie 1917, Lenin și Troțki au considerat că a venit timpul să termine cu dubla putere. Conjunctura era oportună, izolarea și discreditarea guvernului provizoriu atinseseră cote maxime, el fiind redus la neputință, în timp ce susținătorii lor erau nerăbdători.

### Insurecția
Dezbaterile din cadrul comitetului central al Partidului Bolșevic pe tema organizării unei insurecții armate și a preluării puterii au fost foarte animate. Unii, grupați în jurul lui Kamenev și Zinoviev considerau că mai trebuie așteptat, pentru că partidul își asigurase deja o majoritate în soviete, și pentru că, în opinia lor, ar fi fost izolați atât în Rusia, cât și în Europa, dacă ar fi luat puterea singuri și nu într-o coaliție a partidelor revoluționare. Dar Lenin și Troțki au avut câștig de cauză și, după ce inițial se opusese, Comitetul a aprobat și organizat revolta, pe care Lenin o programase să fie în ajunul deschiderii celui de al II-lea congres al sovietelor, programat să se întrunească la 25 octombrie.
A fost înființat un Comitet Militar Revoluționar⁠(d) în cadrul sovietului de la Petrograd, condus de Troțki, președintele acestuia din urmă. Acesta era compus din muncitori înarmați, soldați și marinari. El s-a asigurat de susținerea sau de neutralitatea garnizoanei capitalei, și a pregătit metodic asaltul punctelor strategice din oraș. Pregătirea loviturii de forță s-a făcut aproape la vedere, toate planurile livrate de Kamenev și Zinoviev fiind disponibile chiar și în ziare, iar Kerenski însuși ajunsese să-și dorească confruntarea finală care să vindece infecția.

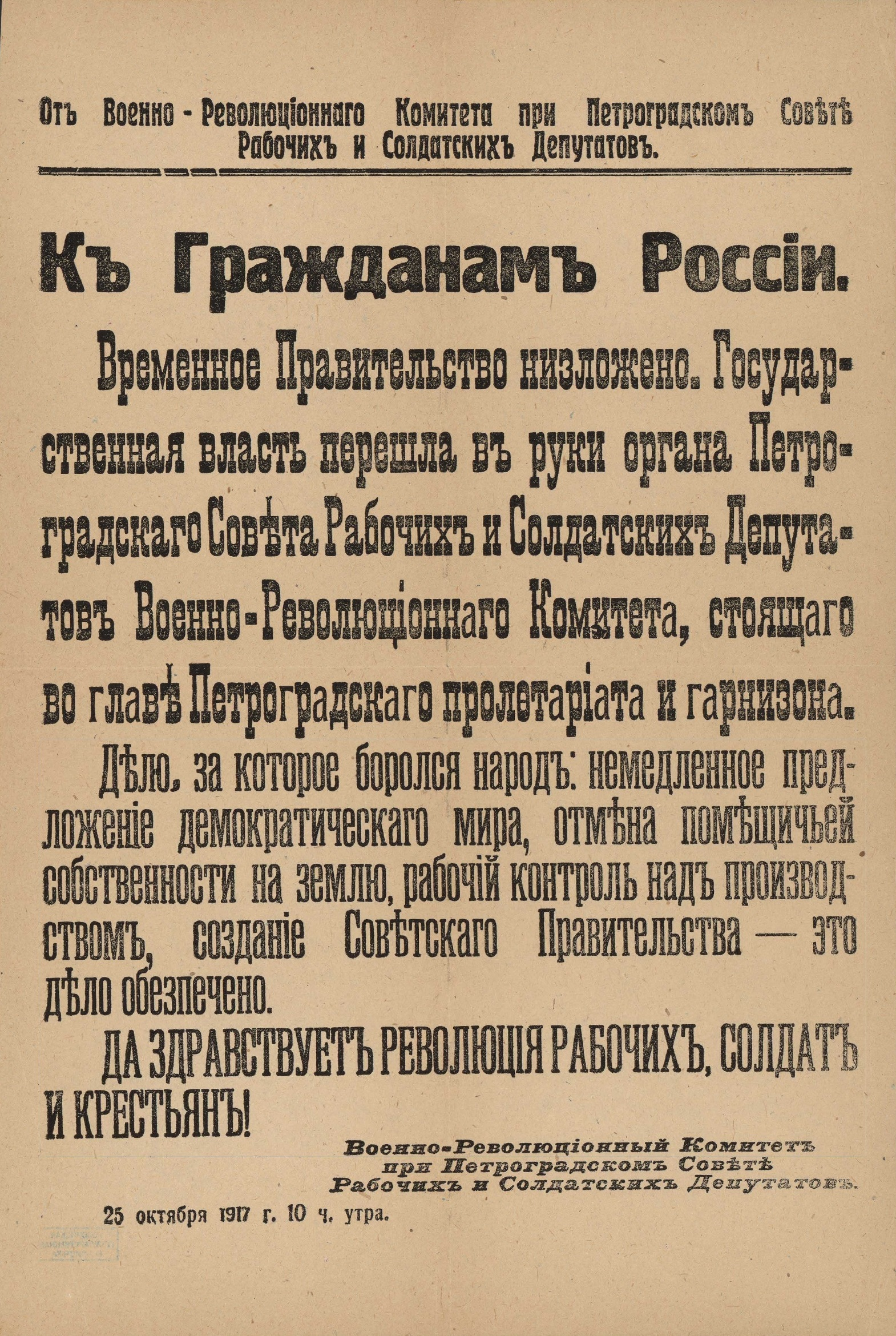
Comitetul Militar Revoluționar de la Petrograd anunță înlăturarea guvernului provizoriu.

Insurecția a fost declanșată în noaptea de 24 octombrie/6 noiembrie 1917–25 octombrie/7 noiembrie 1917. Evenimentele s-au desfășurat aproape fără vărsare de sânge. Gărzile Roșii conduse de bolșevici, au preluat, fără rezistență, controlul asupra podurilor, gărilor, băncii centrale, centralelor poștală și telefonică, înainte de a lansa un atac final asupra Palatului de Iarnă. Filmele oficiale turnate mai târziu au arătat aceste evenimente într-o lumină falsă, eroică, deși, în realitate, insurgenții au întâmpinat puțină rezistență. De fapt, printre trupele staționate în capitală, doar câteva batalioane de ofițeri de cadeți (junkeri) sprijineau guvernul provizoriu, marea majoritate a regimentelor declarându-se în favoarea revoltei sau neutre. Au existat doar cinci morți și câțiva răniți. În timpul insurecției, tramvaiele au continuat să circule, teatrele nu și-au întrerupt reprezentațiile, magazinele au rămas deschise. Unul dintre evenimentele decisive ale secolului al XX-lea a avut loc fără ca mulți oameni să-și dea seama.
Dacă o mână de suporteri a fost în stare să preia controlul asupra capitalei, în fața unui guvern provizoriu pe care nimeni nu-l mai susținea, revolta trebuia acum să fie ratificată de către mase. A doua zi, la 25 octombrie, Troțki anunța oficial dizolvarea guvernului provizoriu după deschiderea Congresului Pan-Rus al Sovietelor Deputaților Muncitorilor și Țăranilor (562 de delegați au fost prezenți, dintre care 382 de bolșevici și 70 din partea socialist-revoluționarilor de stânga⁠(d)
Dar o parte a delegaților credeau că Lenin și bolșevicii au preluat puterea în mod ilegal, și cincizeci au părăsit sala. Demisionarii, socialiști-revoluționari de dreapta și menșevici, aveau a doua zi să înființeze un „Comitet pentru Salvarea Patriei și a Revoluției”. Aceste defecțiuni au fost însoțite de următoarea rezoluție improvizată de Lev Troțki: „Al II-lea Congres trebuie să constate că plecarea menșevicilor și SR-iștilor este o tentativă criminală și lipsită de speranță de a rupe reprezentativitatea acestei adunări într-un moment când masele încearcă să apere revoluția împotriva atacurilor contrarevoluției”. A doua zi, sovietele au ratificat constituirea unui Consiliu al Comisarilor Poporului în întregime format din bolșevici, ca bază a noului guvern, până la convocarea Adunării Constituante. Lenin se justifica în ziua următoare în fața reprezentanților garnizoanei din Petrograd, spunând că „nu este vina noastră că S-R și menșevicii au plecat. Noi le-am propus să împărțim puterea [...]. I-am invitat pe toți să participe la guvern.”

### Noul guvern
În cele câteva ore care au urmat, o mână de decrete au pus bazele noului regim. Când Lenin și-a făcut prima apariție publică, el a fost ovaționat, iar prima sa declarație a fost: „Vom trece acum la construirea ordinii socialiste”.
Mai întâi de toate, Lenin a anunțat eliminarea diplomației secrete și propunerea ca toate părțile beligerante să înceapă discuții „în vederea unei păci juste și democratice, imediate, fără anexiuni și fără cedări teritoriale”.
Apoi a fost promulgat decretul asupra pământului: „marea proprietate este abolită imediat, fără compensație”. El a lăsat în seama sovietelor țărănești libertatea de a face ceea ce doresc, să pună terenul în comun, sau să-l împartă între țăranii săraci. Textul confirmă, de fapt, realitatea deja existentă, deoarece agricultorii deja confiscaseră terenurile în vara anului 1917. Dar făcând acest lucru, el a câștigat pentru bolșevici neutralitatea binevoitoare a zonei rurale, cel puțin până în primăvara anului 1918.
În cele din urmă, a fost desemnat un nou guvern, numit „Consiliul Comisarilor Poporului”. Aveau să urmeze și alte măsuri, cum ar fi o nouă abolire a pedepsei cu moartea (în ciuda reticenței lui Lenin, care o considera indispensabilă), naționalizarea băncilor (14 decembrie), a controlul muncitoresc⁠(d) asupra producției, crearea unei miliții muncitorești, ziua de lucru de opt ore, suveranitatea și egalitatea în drepturi a tuturor popoarelor din Rusia, dreptul la autodeterminare, inclusiv la separarea politică și constituirea unui stat național independent, eliminarea oricărui privilegiu, național sau religios, separarea dintre Biserica Ortodoxă și stat, trecerea de la calendarul iulian la calendarul gregorian etc. Reușita din octombrie avea să realizeze pe termen scurt unele dintre premise imediate ale Revoluției Ruse apărute în februarie, luând în 33 de ore măsurile pe care guvernul provizoriu le-a tergiversat în 8 luni de existență.
În 1871, muncitorii parizieni luaseră puterea în timpul Comunei din Paris. Primul experiment al „dictaturii proletariatului” (după cum o numise Friedrich Engels”) sfârșise cu masacrarea a între 10.000 și 20.000 de comunarzi și cu deportări în masă. Preluând puterea la Petrograd, Lenin și Troțki știau că nu puteau să reziste fără sprijin din țările industrializate, Germania, Franța și Anglia; în același timp, pentru ei se punea problema de a rezista mai mult decât 72 de zile, cât ținuse Comuna din Paris..

### Natura lui octombrie, revoluție, lovitură de stat, lovitură de stat și revoluție?
Încă de la primele ore ale zilei de 25 octombrie/7 noiembrie, și până în zilele noastre, numeroși actori și comentatori ai evenimentelor au considerat „Revoluția din Octombrie” ca fiind în realitate o simplă lovitură de stat efectuată de către o minoritate hotărâtă și organizată, care a avut drept scop să dea „toată puterea bolșevicilor” și nu sovietelor. L'Humanité, principalul cotidian socialist francez, titra în ziua de 9 despre „lovitura de stat din Rusia”, care i-a adus la putere pe Lenin și pe „maximaliști”.
Istoricul Alessandro Mongili constata și el că, în următorii ani, bolșevicii înșiși nu se fereau să vorbească între ei despre „lovitura de stat” din octombrie (perevorot). În autobiografia sa, Troțki folosea alternativ termenii „insurecție”, „cucerirea puterii” și „lovitură de stat”. Comunista germană Rosa Luxemburg vorbea și ea despre „lovitura de stat din octombrie”.
Marc Ferro⁠(d) considera că Octombrie a fost în același timp, din punct de vedere tehnic, un puci, dar care nu poate fi explicat decât în contextul efervescenței revoluționare generale din toată țara și din societate ca un întreg. Forțele populare au adus sprijin cel puțin tacit acțiunii bolșevice, în fața unui guvern discreditat și deja lipsit de putere:
| “ | Militanților revoluționari din 1917, Octobrie li se părea o lovitură de stat împotriva democrației, ca un fel de puci realizat de o minoritate care a știut să ia puterea și să o păstreze. Judecată excesivă, deoarece la al II-lea Congres al Sovietelor, reunit în plină insurecție, bolșevicii erau majoritari, și o parte a socialist-revoluționarilor⁠(d) și a menșevicilor a trecut de partea învingătorilor, și deoarece viitorii conducători ai statului sovietic, Lenin, Troțki, Kamenev, Zinoviev, au fost alești în fruntea Prezidiului. (...) Judecata noilor adversari, menșevicii, populiștii⁠(d), anarhiștii, este și ea părtinitoare, în sensul că bolșevicii au realizat cu prioritate după șase luni de lupte și tergiversări ceea ce cereau clasele populare: ca generalii, proprietarii, bogații, preoții și alți «burghezi» să fie definitiv expulzați de istorie. Pe de altă parte, este incontestabil că, participând la insurecție și ajutându-i pe bolșevici să ia puterea, soldații, muncitorii și marinarii credeau că puterea va trece în mâinile sovietelor. Nicio clipă nu-și imaginau ei că bolșevicii vor ține cu dinții în nume propriu de putere pentru totdeauna. | ” |

Referindu-se la „paradoxurile și neînțelegerile” lui Octombrie, Nicolas Werth rezuma și dezbaterile și punctele de vedere opuse, de multe ori nu lipsite în întregime de motive ascunse și prejudecată ideologică: 
| “ | Pentru o primă școală istorică, pe care am putea-o califica drept «liberală», revoluția din Octombrie nu a fost decât un puci impus prin violență unei societăți pasive, rezultatul unei abile conspirații pusă la cale de o mână de fanatici disciplinați și cinici, și lipsită de orice temei real în țară. Astăzi, cvasitotalitatea istoricilor ruși, ca și elitele cultivate și conducătorii Rusiei postcomuniste a aprobat viziunea liberală. Lipsită de orice profunzime socială și istorică, revoluția din Octombrie 1917 a fost doar un accident care a deturnat de pe cursul ei natural Rusia prerevoluționară, o Rusie bogată, harnică și pe drumul către democrație (...). Dacă lovitura de stat bolșevică din 1917 a fost doar un accident, atunci poporul rus nu a fost decât o victimă nevinovată. În fața acestei interpretări, istoriografia sovietică a încercat să demonstreze că Octombrie fusese încununarea logică, previzibilă, inevitabilă, a unui itinerar eliberator întreprins de «masele» conștient raliate la bolșevism. (...) Respingând atât viziunea liberală cât și cea marxizantă, un al treilea curent istoriografic s-a străduit să «dezideologizeze» istoria, să înțeleagă, așa cum scria Marc Ferro⁠(d), că insurecția din Octobrie 1917 a fost în același timp o mișcare de masă, dar și realizarea unui număr mic de persoane. (...) | ” |

Din acest motiv, conform acestui istoric, departe de „simplismele” liberale sau marxiste, 
| “ | Revoluția din Octombrie 1917 ni se înfățișează drept convergența momentană a două mișcări: o luare a puterii politice, fructul unei minuțioase pregătiri insurecționale, de către un partid care s-a distins radical, prin practicile sale, prin organizarea și prin ideologia sa, de toți ceilalți actori ai revoluției; o vastă revoluție socială, multiformă și autonomă (...) o imensă Jacquerie⁠(d) țărănească, [...] anul 1917 [fiind] o etapă decisivă a unei mari revoluții agrare, [...] al unei descompuneri în profunzime a armatei, formate din aproape 10 milioane de soldați-țărani mobilizați de 3 ani într-un război al cărui sens nu îl înțelegeau (...), al unei mișcări revendicative muncitorești specifice, (...), al unei a patra mișcări (...) cu scopul emancipării rapide a naționalităților și a popoarelor alogene (...). Niciuna dintre aceste mișcări nu are propria sa temporalitate, dinamica sa internă, aspirațiile sale specifice, care nu înțelegeau, evident, să fie reduse nici la sloganuri bolșevice, nici la acțiunea politică a acestui partid (...). Pentru o clipă scurtă dar decisivă - sfârșitul anului 1917 - acțiunea bolșevicilor, minoritate politică agitată în vidul instituțional ambiant, a mers în sensul aspirațiilor celor mai mulți, chiar dacă obiectivele sale pe termen mediu și lung erau diferite pentru unii sau alții. | ” |

Potrivit concluziei sale, în octombrie 1917, „pentru moment, lovitura de stat politică și revoluția socială s-au împreunat, înainte de a diverge către deceniile de dictatură”.

## Începuturile regimului bolșevic
Luând puterea la Petrograd, Lenin și Troțki nu au avut niciun moment intenția de a construi socialismul numai în Rusia sub-dezvoltată și înapoiată. Dar ei sperau ca aceasta să fie prima victorie muncitorească dintr-o serie de revoluții în țările industrializate din Europa, singurele care permiteau revoluției să prindă rădăcini. Ei se bazau în special pe Germania, prima putere industrială a continentului și locul de naștere al mișcării muncitorești,⁠(d) cea mai puternică și cu cea mai veche organizare din lume. Troțki declara la Congresul Sovietelor care a aprobat insurecția: „fie Revoluția Rusă va ridica un vârtej al luptei în Occident, fie capitaliștii din toate țările vor sufoca revoluția noastră”.
Doar un an mai târziu, un val de revoluții a izbucnit în Germania (revoluția germană noiembrie din 1918–1919) și în Ungaria (unde o Republică a Sfaturilor a rezistat 133 de zile, în frunte cu Bela Kun). În Finlanda vecină, revoluția a fost învinsă încă din martie 1918 cu prețul unui război civil, cu ajutorul germanilor; Teroarea Albă s-a soldat acolo cu 35.000 de morți. În ianuarie 1919, Partidul Social Democrat German a făcut apel la Freikorps⁠(d) pentru a reprima în sânge revoluția muncitorilor; liderii spartakiști Karl Liebknecht și Rosa Luxemburg au fost uciși. În 1919–1920, și alte țări, precum Italia, s-au confruntat cu greve insurgente. În alte părți, cum ar fi Franța, Regatul Unit sau Statele Unite ale Americii, valul de greve și proteste nu a degenerat în nicio tentativă revoluționară.
Valul revoluționar, mai tardiv decât se aștepta, a sfârșit prin a da înapoi, iar puterea bolșevică a rămas izolată în zilele sale timpurii. Bolșevicii s-au confruntat singuri cu enormele dificultăți ale unei Rusii explozive, unde preluarea puterii de unii singuri nu întrunea deloc unanimitatea.

### Situația economică în urma Revoluției din Octombrie
Primul Război Mondial făcuse Rusia să sângereze și o privase de mare parte din provizii. În mediul rural, neexistând bunuri de consum de cumpărat contra cerealelor, fermierii deja încetaseră să mai alimenteze orașele, chiar înainte de Revoluția din Februarie. Deja Guvernul Provizoriu al lui Kerenski trebuise să treacă la rechiziționarea forțată a stocurilor de alimente, pentru a hrăni orașele, unde foametea făcea ravagii. Ajungând la putere, bolșevicii au încercat să renunțe la astfel de practici nepopulare, dar în fața agravării situației sanitare și economice, ei a trebuit să recurgă din nou la ele.
Producția industrială a fost subminată de război, greve și închiderile hotărâte de patroni. Chiar înainte de sosirea la putere a bolșevicilor, ea scăzuse deja la trei sferturi. Situația economică nu s-a putut îmbunătăți după ce bogata Ucraină a fost ocupată de către trupele germane, și apoi în condițiile embargoului impus Rusiei în 1918 de către Marile Puteri (SUA, Regatul Unit, Franța, Germania și Japonia), și mai ales din cauza izbucnirii războiului civil.
Mai mult decât atât, Lenin și Troțki, fascinați de dirijismul⁠(d) economic militarizat pus la punct de către statul major general prusac în Germania, doreau să pună din nou muncitorii la lucru pe metode similare, în scopul de a putea să facă față viitoarei contrarevoluții. Totuși, mulți muncitori nu doreau să renunțe la cuceririle lor și să revină la eforturile enorme și la autoritarismul impuse de războiul total. Constrângerea lor a devenit rapid inevitabilă.
Situația s-a deteriorat brusc, provocând în câteva luni cvasidispariția oricărei activități economice în țară. În ianuarie 1918, rația medie de grâu în marile orașe a scăzut la 3 livre pe lună. Întreprinderile a trebuit să se închidă, muncitorii nu mai găseau hrană, bandele de jefuitori cutreierau zonele rurale în căutare de alimente, armata era confruntată cu dezertări în masă.

### Bolșevicii și țărănimea: de la neînțelegeri la conflict
Unul din primele decrete ale guvernului bolșevic aproba desființarea deja efectivă a marii proprietăți funciare și lăsa inițiativa țăranilor pentru a decide dacă împart sau socializează pământul. Acest decret era în contradicție cu programul bolșevic, care prevedea naționalizarea pământului.
Pentru unii, aceasta părea o manevră a bolșevicilor: în ultimele luni, ei reluaseră programul SR, pe care aceștia din urmă nu putuseră să-l pună în aplicare. Ea marchează, de asemenea, neînțelegerile între bolșevici și țărani. Primii vizau în final colectivizarea în întregime, cei din urmă doreau extinderea și multiplicarea micii proprietăți. Dar din această cauză, fermierii nu s-au lăsat seduși decât conjunctural de partidul lui Lenin, care rămânea în primul rând colectivist, urban și muncitoresc.
La rândul lor, bolșevicii se declarau încă susținători ai naționalizării, dar recunoșteau că nu au nici dorința, nici mijloacele să o impună fermierilor. Lenin scria:
| “ | Nu putem ignora hotărârea bazei populare, chiar dacă nu suntem de acord cu ea... Noi trebuie să dăm maselor populare o deplină libertate de acțiune creatoare... Scurt și cuprinzător, clasa țărănească trebuie să obțină ferma asigurare că nu mai există nobili la țară, și trebuie ca țăranii înșiși să hotărască totul și să-și organizeze existența. | ” |

Într-adevăr, pentru bolșevici, era pe ordinea de zi reforma agrară⁠(d) și nu construirea unei societăți socialiste, pe care o considerau imposibilă într-o țară atât de săracă. Conștienți, prin urmare, că nu ar putea guverna fără sprijinul maselor rurale, imensa majoritate a țării, bolșevicii au convocat între 10 și 16 noiembrie un congres țărănesc. În ciuda unei majorități SR ostile bolșevicilor, acest congres a ratificat decretul privind pământul și și-a dat sprijinul noului guvern, consacrând o uniune provizorie între proletariatul urban și țărănime.
Astfel, în cele câteva luni foarte grele dinainte de tratatul de la Brest-Litovsk, noua putere a reușit să evite pericolul de a-și înstrăina și mai mult masele rurale, care deja se confruntau cu ostilitatea țariștilor, liberalilor, și a unei părți importante a formațiunilor socialiste. Dar a moștenit problema catastrofală a aprovizionării orașelor, care deja dusese la răsturnarea lui Nicolae al II-lea și a lui Kerenski. Nevoia de a continua rechizițiile de cereale pentru a supraviețui poartă în ea sămânța unui grav conflict cu țărănimea. Sovietele au organizat, astfel, încă din primăvara anului 1918, detașamente de muncitori care efectuau rechizițiile în mediul rural. Violența frecventă a metodelor acestora, împreună cu cea a rezistenței țărănești, a dus la o scădere semnificativă a producției agricole. Mai târziu, Albii⁠(d), în timp ce proclamau liberul schimb, aveau și ei să se vadă obligați să recurgă la rechiziții forțate.

### Primele bătălii ale războiului civil (toamna anului 1917)
Dacă revoluția reușise la Petrograd, încercarea de a cuceri Moscova la 28 octombrie–2 noiembrie a întâmpinat o rezistență violentă. Bolșevicii au ocupat Kremlinul, dar conducerea locală a partidului lor a ezitat și a semnat un armistițiu cu autoritățile SR din oraș înainte de evacuarea clădirii. Trupele guvernamentale au profitat pentru a mitralia 300 de gărzi roșii și muncitori dezarmați, din ordinul primarului socialist-revoluționar Rudnev. Abia după o săptămână de lupte grele, bolșevicii, în frunte cu tânărul Nikolai Buharin, au cucerit în cele din urmă Kremlinul și au preluat controlul asupra orașului. Adversarii lor (SR și monarhiștii) executaseră o represiune sângeroasă.
La 12 noiembrie, noua putere a zădărnicit o încercare de a recuceri Petrogradul, efectuată de Kerenski și de cazacii generalului Krasnov. La rândul său, marele cartier general („stavka”) al armatei ruse și-a anunțat la 31 octombrie dorința de a merge la Petrograd „să restabilească ordinea”. După ce i s-au alăturat liderii Partidului Socialist-Revoluționar, Cernov⁠(d) și Goț, a fost însă abandonat de trupele sale, iar statul major general a fost obligat să fugă la 18 noiembrie.
În săptămânile care au urmat, mii de junkeri și ofițeri, inclusiv Kornilov, evadat, s-au reunit în regiunea Donului. Armata Voluntarilor a fost organizată acolo de generalul țarist Alexeev⁠(d). Ea a reprimat în sânge revolta muncitorilor din Rostov-pe-Don și Taganrog, la 26 decembrie și 2 ianuarie, dar a fost nevoită să se retragă la sud în fața presiunilor gărzilor roșii venite pentru întărire din cele două capitale. Aflând de înfrângerea Albilor, Lenin credea, la 1 aprilie 1918, că războiul civil s-a terminat.
Alte bătălii⁠(d) s-au desfășurat în Kuban, unde sovietele s-au mutat temporar la Ekaterinodar. În ce privește insurecția cazacilor din Ural, ea s-a încheiat cu un eșec. Pe frontul românesc, armata a fost împărțită în detașamente fie albe, care s-au alăturat⁠(d) armatei albe a lui Denikin, fie roșii.

### Problema coaliției
Al Doilea Congres al Sovietelor aprobase numirea guvernului, compus exclusiv din bolșevici. Cu toate acestea, pentru mulți activiști bolșevici, această soluție nu era acceptabilă. Încă din a doua zi după revoluție, aproape toți delegații de la Congresul Sovietelor au adoptat rezoluția menșevicului Iulius Martov, susținută de bolșevicul Anatoli Lunacearski, prin care solicita lărgirea Consiliului Comisarilor Poporului cu primirea de reprezentanții ai altor partide socialiste. Puternicul sindicat feroviar, Vihjel, susținea această cerere.
După dezbaterile aprinse din sânul partidului bolșevic, care l-a pus pe acesta în fața sciziunii (mai mulți ofițeri și-au dat demisia în semn de protest împotriva refuzului lui Lenin, Zinoviev, Kamenev, Rîkov și Noghin⁠(d) de a accepta o coaliție), Lenin, aflat în minoritate, a fost nevoit să facă un compromis: a refuzat continuarea negocierilor pentru o coaliție care să reunească toți socialiștii, dar a acceptat ca ele să continue numai cu socialist-revoluționarii de stânga⁠(d). Unii dintre aceștia din urmă aveau să intre în guvern în decembrie 1917.

### Primele zile ale unui nou stat
Viziunile privind primele câteva zile de după schimbarea puterii din octombrie sunt împărțite.
Pentru unii, este vorba de începutul unei dictaturi. Maxim Gorki scria pe 7 decembrie 1917: „bolșevicii au pus Congresul Sovietelor în fața faptului împlinit al preluării puterii de către ei înșiși, nu de către soviete. [...] Este vorba de o republică oligarhică, republica câtorva comisari ai poporului.”
A doua zi după 7 noiembrie, șapte ziare din capitală au fost interzise. După Victor Serge, este vorba de șapte ziare care pledau deschis pentru rezistență armată împotriva „loviturii de forță a agenților Kaiserului”. Dar partidele socialiste și-au păstrat presa. Viața Nouă (Novaia Jizn) al lui Maxim Gorki avea să mai apară până la 16 iulie 1918, dată la care a fost interzisă de Lenin. Potrivit lui Victor Serge, presa legală menșevică a dispărut abia în 1919, cea a anarhiștilor ostili regimului în 1921, cea a socialist-revoluționarilor de stânga, încă din iulie 1918 din cauza revoltei lor împotriva bolșevicilor.
Dar, înainte de a lua puterea, bolșevicii, inclusiv Lenin, pledaseră pentru libertatea presei și această schimbare la 180 de grade nu a fost acceptată de mulți bolșevici. Marc Ferro susține că: „contrar legendei, suprimarea presei burgheze sau a foilor SR nu a emanat nici de la Lenin, nici din sferele liderilor partidului bolșevic” ci „din public, din rândurile mediilor poporului insurgent”., afirmație ce intră in contradictoriu cu faptul că la 27 martie 1918, Ceka a fost însărcinată cu delictele de presă.
În timp ce aproape toți funcționarii de la Petrograd au intrat în grevă pentru a protesta împotriva loviturii de stat, liste publice denunțau pe cei care refuzau să slujească noua putere. Pe 10 decembrie, liderii partidului KD, care s-au pus în fruntea rezistenței armate împotriva guvernului bolșevic, au fost declarați în stare de arest.
Alții cred că prima perioadă a regimului sovietic s-a caracterizat mai ales prin clemență. Miniștrii guvernulului provizoriu au fost arestați, dar eliberați rapid. Cei mai mulți aveau să participe ulterior la războiul civil, de partea armatei albe⁠(d). Generalul Krasnov, care s-a ridicat imediat după insurecția din octombrie, a fost repus în libertate alături de alți ofițeri în schimbul cuvântului lor de onoare că nu vor ridica armele împotriva regimului sovietic. În lunile următoare, ei vor forma cadrele armatei albe.
Pentru Nicolas Werth⁠(d), noua putere s-a angajat în reconstrucția statului autoritar, în detrimentul elementelor de contraputere născute spontan în sânul societății civile: comitetele, fabricile, cooperativele, sindicatele sau sovietele erau deja supuse, subordonate, sau transformate în forme fără fond.” În câteva săptămâni (sfârșitul lunii octombrie 1917 – ianuarie 1918), „puterea de jos”, „puterea sovietelor”, care se dezvoltase din februarie până în octombrie 1917 (...) s-a transformat într-o putere de sus, în urma procedurilor de cesiuni birocratice sau autoritare. Puterea a trecut de la societate la stat, și în cadrul statului la partidul bolșevic”.

### Pacea de la Brest-Litovsk
Preluând puterea în Rusia, bolșevicii trăgeau speranța că vor declanșa un val revoluționar în toată Europa. Acesta nu s-a produs, pacea promisă în octombrie a devenit o necesitate absolută, pentru a satisface armata și țărănimea. Scopul era și semnarea păcii, dar și folosirea negocierilor pentru a demasca politica expansionistă a guvernelor burgheze, dar fără a părea că se ține partea Puterilor Centrale.
Un armistițiu s-a semnat pe 15 decembrie, iar negocierile de pace au început pe 22 decembrie, delegația rusă fiind condusă de Troțki, care între timp făcuse publice toate tratatele și planurile secrete de împărțire teritorială încheiate între puteri. Revendicările Germaniei erau uriașe: Polonia, Lituania și Belarusul trebuia să rămână sub ocupație germană. S-a declanșat o dezbatere furioasă între bolșevici în sânul partidului, unde se înfruntau trei poziții diferite. Unii, cum ar fi Buharin, apărau necesitatea unui război revoluționar, Lenin credea că trebuie să se cedeze în fața cuțitului pus la gât, dar Troțki, care a câștigat cu 9 voturi contra 7, a propus să se refuze semnarea tratatului cu anexiuni, dar să declare sfârșitul războiului.
Ca răspuns, armata germană a lansat o ofensivă pe 17 ianuarie, care a înaintat rapid în Ucraina. În urma ei, poziția lui Lenin pentru semnarea imediată a păcii a predominat pe 18 ianuarie în partid, dar de această dată condițiile impuse de germani erau și mai grele. La 3 martie 1918, bolșevicii au semnat tratatul de la Brest-Litovsk, prin care privau Rusia de 26% din populație, de 27% din suprafața cultivată, și de 75% din producția de oțel și fier. Situația economică a tinerei republici sovietice, deja devastate de un război sângeros de patru ani, părea disperată.

### Înființarea Ceka

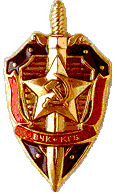
Emblema Ceka: sabia și scutul.

Încă din 20 decembrie 1917, s-a înființat „Comisia Extraordinară pentru Lupta împotriva Actelor de Sabotaj și Contrarevoluției” (în rusă ВЧК, transliterat: VCeK), cunoscută mai ales sub numele de Ceka. Acțiunea sa nu avea niciun temei legal sau judiciar (decretul prin care s-a înființat nu a fost făcut public înainte de moartea lui Lenin), și a fost în primul rând concepută ca instrument provizoriu de represiune, independent de justiție. Este condusă de un cinci membri (trei bolșevici și doi SR⁠(d)), în frunte cu Felix Dzerjinski. Printre „sabotorii” și dușmanii prevăzuți de decret se numărau KD, SR de dreapta, jurnaliști, greviști... Încă de la început, Ceka a înmulțit apelurile la delațiune și la constituirea de Ceka locale. Înființată cu 100 de funcționari (între care Menjinski, Peters, Iagoda), ea ajunsese să numere 12.000 în iulie 1918. Atunci când a ajuns la Moscova și s-a instalat la Lubeanka, pe 10 martie 1918, avea peste 600 de membri. În iulie, avea 2000. Din această dată, efectivele de poliție bolșevică erau superioare celor ale Ohranei de sub Nicolae al II-lea.
Conform lui Pierre Broué⁠(d), Ceka nu a început să lovească cu adevărqt decât începând cu luna martie, odată cu ofensiva germană, iar represiunea a luat amploare în vara lui 1918 după insurecția SR de stânga⁠(d) de la Moscova și o serie de atentate contra conducătorilor bolșevici, între care Moisei Urițki⁠(d), asasinat la 30 august, și însuși Lenin, grav rănit de Fania Kaplan, executată sumar după aceea. Declarându-se inspirați din exemplul iacobinilor Revoluției Franceze, conducătorii bolșevici au proclamat, împotriva „Terorii Albe⁠(d)”, „Teroarea Roșie”. Conform Ceka, au avut loc 22 de execuții în primele șase luni ale lui 1918, și 6.000 în ultimele șase luni.
Victor Serge estimează că înființarea Ceka, cu procedurile ei secrete, a fost cea mai gravă greșeală a puterii bolșevice. El consemna, însă, și că tânăra republică trăia sub „pericol de moarte” și că teroarea albă precedase teroarea roșie. El spunea că Dzerjnski se temea de excesele Ceka-urilor locale, și că chiar cekiștii au fost de multe ori împușcați pentru ele.
Isaac Steinberg⁠(d), comisar al poporului pentru justiție (SR de stânga), relatează în memoriile sale că, atunci când a încercat la începutul 1918 să stopeze acțiunile ilegale ale Ceka, exclamând în fața lui Lenin: „la ce bun un comisariat al justiției? Să-l numim comisariatul pentru exterminare socială, se va înțelege mai bine”, Lenin a răspuns: „excelentă idee, așa văd și eu lucrurile. Din păcate, nu-i putem spune așa.”

### Dizolvarea Adunării Constituante
Revendicată de toate programele partidelor revoluționare din secolul al XIX-lea, Adunarea Constituantă Rusă a fost aleasă în decembrie 1917. Deși au ajuns la 25% din voturi, și au obținut mai mult succes în orașele mari, bolșevicii erau într-o minoritate cu 175 de deputați aleși dintr-un total de 707. Zonele rurale au preferat să voteze pentru socialiștii revoluționari. Potrivit cuvântului lui Jacques Baynac, rezultatele alegerilor arătau că țara nu dorea în majoritate nici guvernul rezultat din Revoluția din Februarie, dar nici pe cel rezultat după Revoluția din Octombrie. Cu toate acestea, nu avea să vină nicio revolutie din ianuarie sau din iulie 1918, din cauza represiunii și războiului civil.
Socialist-revoluționarul Victor Cernov⁠(d) a fost ales președinte al Adunării, învingând-o pe socialist-revoluționara Maria Spiridonova⁠(d) (susținută de bolșevici) cu 246 de voturi la 151. Dizolvarea Adunării Constituante de către gărzile roșii a avut loc imediat după prima sa ședință, la 19 ianuarie 1918. Deși majoritatea populației a rămas indiferentă la această lovitură de forță, a avut loc totuși o manifestare de protest contra acestei decizii, și douăzeci dintre manifestanți au fost uciși: Maxim Gorki avea să-i salute, la înmormântarea lor, drept martiri ai unei experiențe democratice de doar câteva ore, așteptată timp de o sută de ani.
Marxistul Charles Rappoport⁠(d) scria la momentul respectiv: „Lenin acționează în calitate de țar. Înlăturând Adunarea Constituantă, Lenin a creat un vid oribil în jurul lui. Provoacă un război civil fără rost și pregătește consecințe îngrozitoare.” El scria și că „garda roșie a lui Lenin-Troțki l-a împușcat pe Karl Marx.”
Potrivit lui Martin Malia, „această dizolvare a Adunării Constituante este adesea prezentată drept crima supremă a bolșevicilor împotriva democrației, pe același picior de egalitate cu lovitura de stat din octombrie, ceea ce este perfect adevărat. Dar ceea ce nu se remarcă de multe ori este că această Adunare avea oricum să aibă mari dificultăți în a guverna în condițiile tulburărilor de atunci. Troțki exagera când spunea că Adunarea nu era altceva decât fantoma guvernului provizoriu: era dominată de aceleași partide care fuseseră în imposibilitatea de a controla situația în februarie 1917, și, ca și acestea, era lipsită de orice sprijin militar sau administrativ.”

### Punerea la punct a concurenților revoluționari
Încă din 9 ianuarie 1918 s-a luat în calcul mutarea guvernului la Moscova, în timp ce negocierile de la Brest-Litovsk încă se desfășurau, și mai era în vigoare armistițiul cu Germania. Contrar a ceea ce se va fi spus mai târziu, această mutare, efectuată în luna martie, nu a fost cauzată de ofensivele germană și albă⁠(d), ci de temerile că clasa muncitoare din cartierele din Petrograd, mereu înfometată și exasperată, se va răscula din nou, de astă dată împotriva puterii născute în octombrie. Un alt factor a mai fost și ideea de a demonstra în mod spectaculos adversarilor de orice fel că puterea bolșevică poate persista chiar și în afara epicentrului său din Petrograd.
La 27 martie 1918, Ceka a fost însărcinată cu delictele de presă. Hotărârea a permis accentuarea considerabilă a cenzurii presei nebolșevice.
În perioada 11-12 aprilie, un val de represiune anti-anarhist a lovit Moscova: 1000 de oameni din trupele speciale au atacat case particulare, 520 de persoane au fost arestate, și 25 executate sumar. După această dată, anarhiștii au fost calificați oficial drept „bandiți”: un cuvânt care va ajunge în posteritate. Dzerjinski avertiza că această operațiune este doar începutul.
Creșterea netă de popularitate a socialist-revoluționarilor⁠(d) și anarhiștilor îngrijora puterea: unde se mai țineau încă alegeri locale libere, ei câștigau peste majoritate. Ca răspuns, în mai–iunie 1918, 205 de ziare socialiste au fost închise și Ceka a dizolvat cu armele în mână zeci de soviete SR sau menșevice legal constituite. S-a întâmplat la Reazan, Tambov, Orel, Kazan... Pe 14 iunie 1918, menșevicii și socialist-revoluționarii de stânga⁠(d) au fost excluși din comitetul executiv pan-rus al sovietelor, care după aceea n-a mai cuprins decât bolșevici. Pe 16 iulie, ziarul lui Maxim Gorki, Viața Nouă, a fost interzis de poliția politică.
În orașe, situația alimentară a rămas explozivă. Bolșevicii nu au avut de ales și au reluat rechizițiile obligatorii efectuate de detașamente de orășeni înarmați. Aceasta a stârnit zona rurală împotriva puterii urbane, și a înstrăinat partidul de țărănimea pe care i-o câștigase decretul privind pământul. 150 de răscoale țărănești au fost reprimate în toată Rusia doar în luna iulie 1918. Dar rațiile erau tot insuficiente. În zeci de orașe, Ceka și unele gărzi roșii au deschis focul asupra marșurilor foamei, i-au împușcat pe greviști, au disipat adunările populare.
Închiderea fabricilor naționalizate a devenit un nou mijloc de represiune a grevelor. La 20 iunie 1918, ca represalii pentru asasinarea șefului bolșevic V. Volodarski⁠(d), 800 de lideri ai muncitorilor au fost arestați la Petrograd în două zile, iar sovietele lor au fost dizolvate. La 2 iulie, muncitorii au răspuns cu o grevă generală în oraș, în zadar.
Refuzând aceste acte, dar și tratatul de la Brest-Litovsk, pe care îl interpreta ca pe o capitulare în fața imperialismului german, SR de stânga⁠(d) a rupt și el legăturile cu guvernul bolșevic în martie 1918). La 6 iulie 1918, au încercat să reia luptele cu Germania prin asasinarea ambasadorului Imperiului, contele Wilhelm von Mirbach-Harff. În aceeași zi, ei au încercat să ia cu asalt sediul central al Ceka din Moscova.

### Escaladarea generalizată a pericolelor
La sfârșitul lunii august 1917, Kornilov a organizat o revoltă armată, și a trimis 3 regimente de cavalerie pe calea ferată la Petrograd, cu scopul declarat de a înăbuși în sânge sovietele și organizațiile muncitorești și să păstreze Rusia în război. În fața incapacității guvernului provizoriu de a se apăra, bolșevicii au organizat apărarea capitalei. Muncitorii au săpat tranșee, feroviarii au trimis trenurile pe linii secundare, iar trupele în cele din urmă s-au împrăștiat.
După tratatul de la Brest-Litovsk, țările Antantei au pus Rusia sub embargo și au debarcat trupe pentru a împiedica o victorie germană totală în Est. Japonezii, și apoi americanii, au intervenit și la Vladivostok la începutul lui aprilie 1918, britanicii la Murmansk și Arhanghelsk. În același timp, turcii au pătruns în Caucaz și amenințat Baku, în timp ce, în ciuda tratatului de la Brest-Litovsk, germanii încercau să profite de avantaj: au ajutat la înăbușirea revoluției în Finlanda (martie-aprilie 1918), apoi și-au reluat pe timpul verii înaintarea militară în Țările Baltice și în Ucraina, pe care le-au pus în mâinile unui guvern-marionetă monarhist și represiv. Secesiunea din mai a Republicilor Caucaziene (Georgia, Armenia și Azerbaidjan) a accentuat confuzia.
În același timp, în aprilie-mai, Legiunea Cehă, formată din foști prizonieri și dezertori din armata austro-ungară, a refuzat să se dizolve, și s-a revoltat împotriva Bolșevicilor. Stăpâni ai Uralilor și ai căii ferate trans-siberiene, precum și ai întregii rezerve de aur a băncii imperiale a Rusiei, confiscată în Kazan, cehii au sprijinit partidul SR în comitetul membrilor Adunării Constituante, care la 8 iunie, au înființat un contraguvern la Samara.
În același timp, armatele albe⁠(d) au crescut în luna mai în întreaga țară, în special pe Don în jurul cazacilor lui Krasnov aliat cu generalul Denikin, și în Siberia în jurul amiralului Kolceak, care a instalat o autoritate țaristă la Omsk. În toate teritoriile controlate, teroarea albă s-a abătut la început asupra populației țărănești răsculate, asupra evreilor, liberalilor, și asupra elementelor revoluționare. Troțki a repurtat împotriva lor primele victorii importante ale tinerei Armate Roșii în luna iulie la Țarițîn, apoi la Kazan la începutul lunii august.
Regimul bolșevic s-a confruntat în același timp, cu revoltele țăranilor și muncitorilor, precum și cu insurecția SR de stânga⁠(d) de la Moscova de la 7 iulie. Acestea s-au încadrat în terorismul revoluționar: după bolșevicul V. Volodarski⁠(d), la 20 iunie, și ambasadorul von Mirbach pe 7, a urmat generalul Von Eichhorn, comandantul trupelor germane din Ucraina, împușcat de aceștia la 30 iulie la Kiev. Apoi, pe 30 august, în timp ce șeful Ceka din Petrograd, Moisei Urițki⁠(d), era ucis, Fanny Kaplan a tras la Moscova în Lenin și l-a rănit; a fost executată trei zile mai târziu. Pe 3 și 5 septembrie, exasperată, Ceka a pus „teroarea roșie” pe ordinea de zi. Mii de deținuți și suspecți au fost masacrați în toată Rusia roșie.
A început Războiul Civil, între bolșevici și toate forțele care li se opuneau.

## De la războiul civil la NPE (1918-1921)
Războiul civil din Rusia nu a opus numai tânăra Armată Roșie monarhiștilor din „Armatele Albe⁠(d)” sprijiniți de armate străine. Violența sa extremă nu s-a datorat numai șocului „Terorii Albe” și „Terorii Roșii”. Ea a fost dublată de războiul țăranilor împotriva orașelor și împotriva oricărei și tuturor autorități externe impuse satelor și zonelor rurale. Astfel, „armatele verzi”, formate din țărani care refuzau înrolările cu forța și rechizițiile, luptau și împotriva Armatei Roșii și împotriva Armatelor Albe.

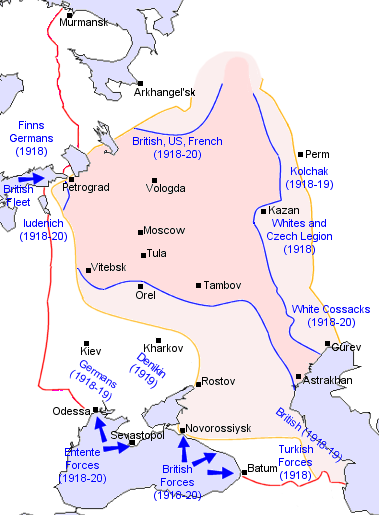

Peste aceste lupte s-au suprapus un important conflict al generațiilor (tinerii țărani reîntorși din orașe sau din armată căutau să se elibereze de tutela familiei patriarhale, și s-au transformat în agenții cei mai hotărâți ai revoluției în zona rurală), acțiunea minorităților naționale care căutau să se emancipeze de fosta tutelă rusească, intervenția armatelor străine (între care tânărul stat polonez angajat în războiul ruso-polon din 1920), și chiar tentativele revoluționarilor antibolșevici. Dar vederile adversarilor din SR, din comitetul foștilor constituanți⁠(d), ale menșevicilor, sau chiar ale anarhiștilor care o vreme au stăpânit o parte din Ucraina cu a lor Mahnovșcina, nu au reușit să prevaleze. Prin mitinguri, forță sau represiune, bolșevicii și-au impus hegemonia asupra revoluției, ca și Albii⁠(d) asupra opoziției față de revoluție.
Foarte confuz și haotic, Războiul Civil Rus s-a caracterizat prin dezintegrarea statului și societății, sub acțiunea forțelor centrifuge. Chiar violențele au pornit de la bază și nu de sus. Victoria bolșevicilor avea să însemne, într-o Rusie devastată și cu sângele vărsat, reconstrucția unui Stat sub autoritatea unui singur Partid, acum scăpat de toții rivalii și dușmanii, și înzestrat cu putere absolută. În special, s-a format un nou stat polițienesc în jurul Ceka în timpul războiului civil și al „terorii roșii”.
Toate acestea în detrimentul viselor Revoluțiilor din Februarie și Octombrie, care respingeau orice autoritate și doreau să afirme autonomia unei societăți civile, acum grav afectată, epuizată, și, din nou, supusă puterii.

### Armata Roșie contra Armatelor Albe
La 23 februarie 1918, Troțki a fondat Armata Roșie. Organizator energic și competent, bun orator, el a călătorit în întreaga țară cu trenul său blindat și a zburat de pe un front pe altul pentru a restabili peste tot situația militară, pentru a stimula energiile și a implementa un efort uriaș de propagandă destinat soldaților și maselor. El a restabilit serviciul militar obligatoriu⁠(d) și disciplina de fier față de combatanți și dezertori.
În ciuda reacției negative a mai multor vechi bolșevici, Troțki nu a ezitat să recicleze cu miile foști ofițeri țariști. 14.000 dintre ei (30% din total), au acceptat să slujească noua putere, uneori cu forța (familiile lor răspundeau cu viața pentru loialitatea lor, conform „legii ostaticilor”), dar și în numele continuității statului și salvării țării amenințate cu anarhia și dezmembrarea. Aceștia erau flancați de comisari politici bolșevici care le monitorizau acțiunile.
„Roșiii” nu controlau decât un teritoriu de dimensiunile Marelui Cnezat al Moscovei, înconjurat din toate părțile, dar ei aveau avantajul disciplinei și organizării superioare, poziției centrale, al faptului că formau un bloc coerent, că dețineau cele două capitale, cele mai bune drumuri și căi ferate. Albii⁠(d) lui Kolceak, Iudenici, Denikin sau Piotr Vranghel erau divizați și în imposibilitatea de a-și coordona atacurile. Militari de carieră, ei nu aveau nicio soluție politică de oferit populației, alta decât status quo-ul până la victorie, retrocedarea terenurilor către foștii proprietari, refuzul oricărei concesii pentru minoritățile naționale, și ocazional pogromuri antisemite responsabile de moartea a 150.000 de oameni. Astfel, masele i-au lăsat în cele din urmă pe bolșevici să câștige, deși din când în când mai izbucneau lupte înverșunate și împotriva acestora.

### Satele împotriva orașelor: „armatele verzi”
Atât Armata Roșie, cât și cele Albe⁠(d) au fost împiedicate la rândul său în operațiunile lor de acțiunea trupelor de gherilă ale țăranilor. „Armatele verzi” erau alcătuite din țărani care refuzau înrolarea în ambele armate, rechizițiile forțate și restituirea terenurilor către foștii proprietari, dorită de Albi.
Dezertările foarte numeroase din ambele armate erau și ele o sursă critică pentru armatele verzi. În 1919–1920, au dezertat circa 3 din cele 5 milioane de recruți din Armata Roșie; între jumătate și două treimi au reușit să scape de percheziții, arestări și reintegrări forțate în armată, alăturându-se apoi combatanților verzi de prin păduri. Albii îi împușcau, de obicei, pe dezertori fără proces.
După înfrângerea Albilor la sfârșitul anului 1920, pacea nu a mai revenit în Rusia decât în 1921–1922, după înăbușirea marilor revolte țărănești, precum cea condusă de socialist-revoluționarul Antonov⁠(d) la Tambov în vara anului 1921, distrugerea armatelor verzi care o vreme au stăpânit teritorii vaste (în Siberia orientală, ele controlau până la un milion de kilometri pătrați), și compromisul NPE (martie 1921) convenit între regimul bolșevic și țărănime.

### Minoritățile naționale împotriva rușilor
Războiul civil a coincis cu dezmembrarea fostului Imperiu Rus.
Încă de la sfârșitul lui 1917, încurajate de „decretul naționalităților”, care oferea posibilitatea despărțirii de Rusia, Finlanda și Polonia și-au declarat independența. În Ucraina, Rada („Sfatul”) de la Kiev a încredințat chiar în 1917 socialistului și naționalistului Simon Petliura formarea unei armate naționale, și a rupt legăturile cu Moscova după Revoluția din Octombrie. Mica gubernie de frontieră Basarabia și-a declarat independența la sfârșitul lui 1917 și patru luni mai târziu, Sfatul ei a votat unirea cu România. La alegerile pentru Adunarea Constituantă, Georgia a dat o majoritate menșevică, care a declarat independența și a format un guvern, recunoscut la nivel internațional, inclusiv de către Moscova, în 1920: a fost Republica Democrată Georgia, condusă de Noe Jordania⁠(d). În Letonia, dimpotrivă, 72% din voturi au mers către bolșevici. Erau numeroși letoni în Gărzile Roșii care au luat cu asalt Palatul de Iarnă, sau chiar în Armata Roșie și în Ceka. Cu toate acestea, Țările Baltice au reușit să scape de regimul sovietic în timpul războiului.

Liderii unei Republici montane fondate în timpul Războiului Civil. Rusia s-a spart în zeci de guverne mai mult sau mai puțin efemere, în timp ce nenumărați țărani au revenit la autarhie.

Numeroși în toate partidele și mișcările revoluționare, evreii au fost abuziv asimilați bolșevicilor de către contrarevoluție. Armatele Albe, și mai ales armata lui Petliura, își punctau înaintările cu pogromuri antisemite sistematice și pe scară largă, de o violență fără precedent în istoria europeană. Victimele s-au ridicat la aproape 150.000 de morți (dintre care câțiva au murit în timpul luptelor și nu în timpul pogromurilor), la care se adaugă violurile, furturile și actele de vandalism. În ce-i privește pe bolșevici, ei au interzis prin lege sionismul și bundismul⁠(d). Din cele 1236 de pogromuri antisemite identificate de către istoricul Kostîrcenko, 40% au fost puse pe seama trupelor lui Petliura, 25% pe seama „armatelor verzi”, 17% pe seama armatelor albe și 8% au fost atribuite Armatei Roșii.
Albii refuzau să facă orice concesie minorităților și luptau și cu armatele naționale, și cu soldații bolșevici. În 1920–1922, Armata Roșie a invadat la rândul ei Asia Centrală, Armenia, Georgia, sau Mongolia, și a reintegrat aceste țări în orbita ruso-sovietică. Republica Populară Mongolă, satelit al URSS, a fost proclamată în anul 1924. Cazacii, care au fost încă de la început vârf de lance al antibolșevismului, au fost deportați în bloc, iar privilegiile le-au fost anulate.
În Ucraina, Armata Roșie s-a întors și împotriva foștilor săi aliați, anarhiștii armatei lui Mahno: de la sfârșitul anului 1920, au atacat cu brutalitate experiența unică a statului anarhist Mahnovșcina. Această mișcare țărănească autentică de masă a reușit să se doteze cu o armată insurecțională, capabilă să reziste trei ani atât contra austro-germanilor, cât și împotriva Albilor lui Denikin și Vranghel, armatei Republicii Populare Ucrainene condusă de Petliura, și Armatei Roșii.

### Intervenția străină și războiul ruso-polon

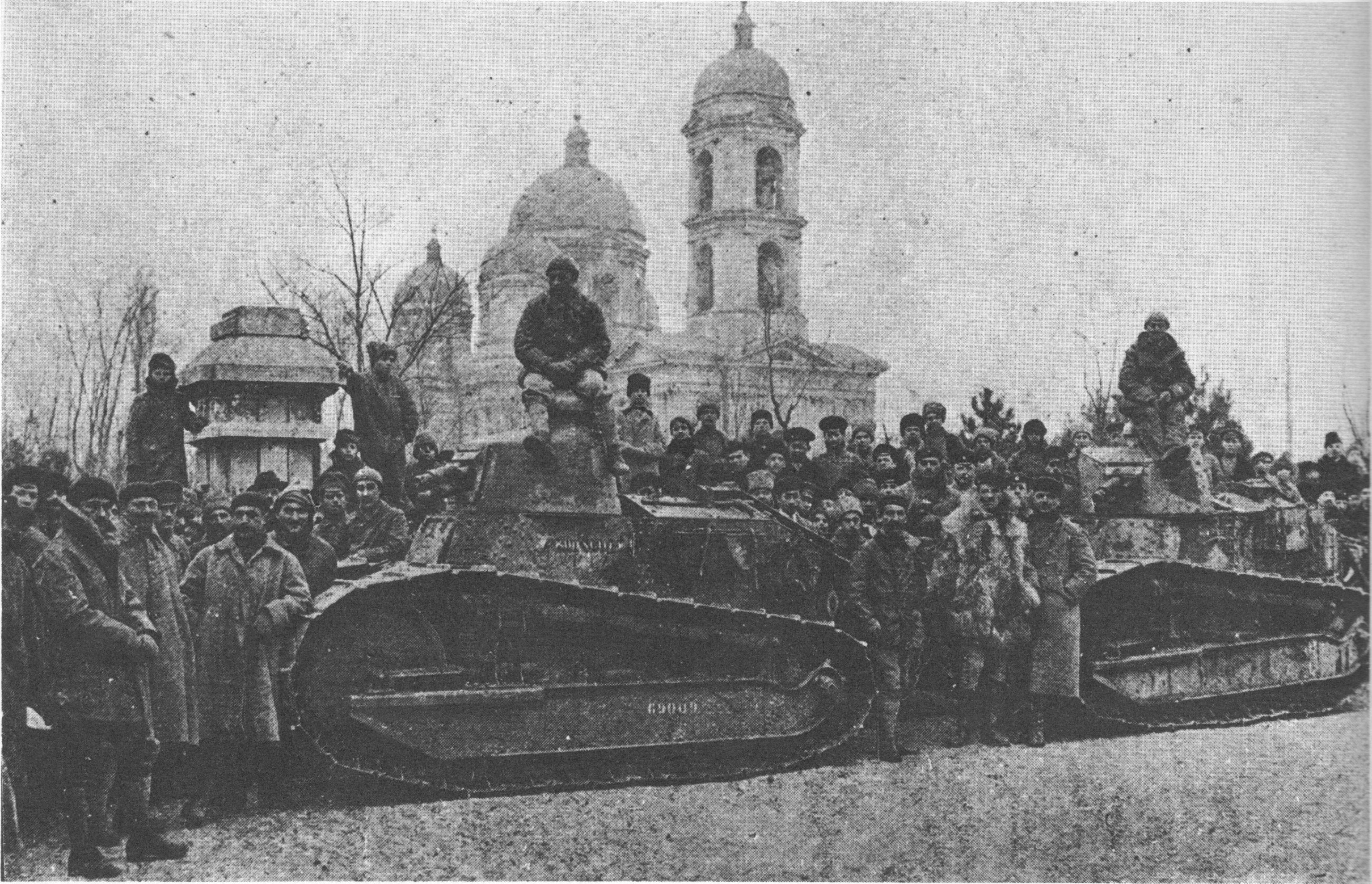
Tancuri franceze la Odesa, Ucraina, în timpul din 1918-1919.

Înfuriate de semnarea tratatului de la Brest-Litovsk, armatele occidentale și Japonia au intervenit pentru a preveni prăbușirea totală a frontului de est (primăvara-vara anului 1918). Abia după înfrângerea Germaniei, intervenția lor a căpătat un caracter clar ostil revoluției și regimului bolșevic, și atunci au fost ajutați și susținuți Albii de teama contagiunii bolșevice. Din 1918 până în 1920, Rusia Roșie a făcut obiectul unui embargou drastic al puterilor occidentale, așa-zise „capitaliste”. Cu toate acestea, înfrângerile Albilor și simpatia maselor populare din țările lor față de Revoluția Rusă le-a forțat pe marile puteri să renunțe să mai țină partea acestora. În ultimele săptămâni ale lui 1918, Clemenceau a hotărât o intervenție importantă pentru a sprijini armatele albe, blocând porturile de la Marea Neagră. Dar mijloacele folosite intrau în conflict cu demobilizarea armatei franceze, iar trupele nu înțelegeau necesitatea acestui război îndepărtat. În primăvara anului 1919, eșecul expediției a devenit clar după ce flota franceză a fost zguduită de o revoltă majoră⁠(d). Potrivit istoricului Orlando Figes, „promisiunile de sprijin ale aliaților erau doar vorbe în vânt. Implicarea puterilor occidentale nu a adus multe din punct de vedere material, și a suferit mereu din cauza lipsei unui obiectv clar.”
În 1920, tânărul stat polonez a atacat Rusia pentru a împinge granițele sale dincolo de linia Curzon. Contraatacul victorios al Armatei Roșii i-a umplut de speranță pe bolșevici: cucerirea Varșoviei ar fi deschis drumul spre Berlin și ar fi exportat revoluția prin forța armelor. Dar, la 15 august 1920, „miracolul de pe Vistula” i-a permis generalului Piłsudski să respingă invazia. Văzând Armata Roșie în primul rând ca pe o armată rusească și nu ca pe una revoluționară, muncitorii polonezi nu au sprijinit-o cu nimic.

### Teroarea albă contra teroarea roșie
Rusia țaristă avea cea mai grea tradiție a violenței sociale și politice din Europa, agravată de „brutalizarea” societății în timpul Marelui Război. Din vara anului 1917, explozia revoluționară, până atunci cea mai puțin violentă, s-a tradus în rândurile țăranilor răsculați prin uciderea mai multor proprietari și jefuirea caselor acestora. Războiul civil care a izbucnit avea să servească drept valvă de refulare a nemulțumirilor născute din secole de opresiune socială, temeri față de fosta elită privilegiată, și reglărilor de conturi personale. Vechii practicanți ai terorismului individual din secolul al XIX-lea, revoluționari cum ar fi cei din SR nu au făcut decât să refolosească aceeași armă împotriva bolșevicilor (Fanny Kaplan, rețeaua lui Boris Savinkov⁠(d)). Roșiii și Albii au concurat în declarații incendiare, și s-au arătat gata de violență radicală.
Violențelor și abuzurilor sistematice ale revoluționarilor, Albii le-au răspuns cu executarea comisarilor roșii și a bolșevicilor. Descompunerea puterii a facilitat acte violente, necontrolate (pogromuri, jafuri), provocând ostilitatea populației. Nemulțumindu-se doar cu schimbarea ordinii politice, ei au restituit terenurile foștilor proprietari, și au permis din nou aplicarea pedepselor corporale. Unele dintre trupele lor (cum ar fi cele ale generalului Șkuro) au trecut imediat la violuri și jafuri, în timp ce liderii lor și-au multiplicat actele arbitrare și au afișat un stil de viață fastuos și depravat.

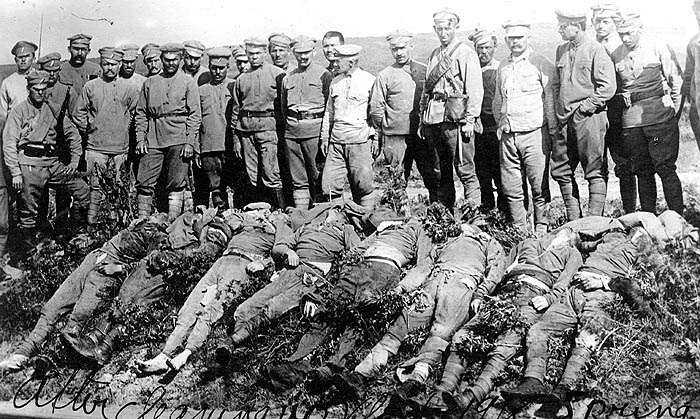
Soldații din legiunea cehă și camarazii lor, executați de bolșevici la Vladivostok.

Aparatul polițienesc bolșevic, cu puteri arbitrare destul de extinse, a cunoscut o amplă dezvoltare. Deși Troțki dorea un proces public al lui Nicolae al II-lea, Lenin și o parte din Biroul Politic au hotărât în secret execuția sumară a familiei imperiale. Pretextată prin apropierea Albilor, aceasta a avut loc în noaptea de 17 spre 18 iulie 1918, la Ekaterinburg. Arestarea, execuțiile în masă, luarea de ostatici și închiderea în lagăre au devenit practici banale. Întrebarea dacă lagărele deschise de Ceka în timpul războiului civil prefigurează sau nu Gulagul stalinist rămâne o discuție deschisă.
Conform istoricului britanic George Leggett, aproximativ 140.000 de oameni au murit ca rezultat al terorii roșii. Menșevicii, anarhiștii, socialist-revoluționarii, liberalii sau democrații au fost vânați și scoși în afara legii, la fel ca Albii și naționaliștii, și chiar ca pacifiștii tolstoiști, sioniștii, bundiștii⁠(d) etc, precum și ca mulți dintre cei ale căror origine socială și marginalitate au fost suficiente pentru a-i face suspecți. În 1922, tânărul stat sovietic a organizat primul său proces politic-spectacol, împotriva liderilor socialist-revoluționari; mai mulți dintre acuzați au fost condamnați la moarte și executați, alții deportați. Pe 19 februarie 1919, revoluționara Maria Spiridonova⁠(d), arestată după insurecția socialist-revoluționarilor de stânga⁠(d) din iulie, a fost condamnată pentru „nebunie” și internată între decembrie 1920–decembrie 1921 într-un sanatoriu de psihiatrie. Ea avea să scrie mai târziu, însă, că „în epoca sovietică, vârfurile puterii, vechii bolșevici, inclusiv Lenin, m-au menajat și, izolându-mă în decursul luptelor din ce în ce mai grele, au luat în același timp măsuri pentru a se asigura că nimeni nu mă umilește niciodată”.
Biserica Ortodoxă, care adesea a activat de partea reacțiunii (preoții ortodocși⁠(d) delatori au fost probabil, ici și acolo, responsabili pentru multe execuții sumare), a suferit mii de arestări, execuții, jafuri și distrugeri, cu scopul de a eradica în cele din urmă nu numai puterea ei anterioară, ci și convingerile sale religioase.
Mai general, toate părțile implicate au folosit, în grade diferite, aceleași metode de represiune: încarcerarea adversarilor politici și militari, în lagăre, luarea de ostatici (primul decret al ostaticilor a fost adoptat nu de către bolșevici, ci de generalul Niessel, comandantul misiunii militare franceze în Rusia), execuții sumare. Potrivit lui Peter Holquist⁠(d), „tânărul stat al Sovietelor și adversarii săi au recurs la instrumente și metode dezvoltate în timpul Marelui Război”. Nikolai Melkinov, un important membru al guvernului Denikin, a subliniat în Memoriile sale că administrația albă „a aplicat [...] în teritoriile sale, o politică fundamental sovietică”.
Chiar și scurtul guvern socialist-revoluționar de la Samara⁠(d), care este adesea considerat ca fiind unul dintre beligeranții cei mai moderați, a utilizat și el măsuri de acest gen. În remarcile sale, istoricul britanic Orlando Figes⁠(d) nota: „Dacă libertatea de exprimare și de întrunire și libertatea presei ar fi fost restaurate, ar fi fost dificil să fie și respectate în condițiile unui război civil, și închisorile din Samara au fost în curând pline de bolșevici. Ivan Maiski, ministrul menșevic al muncii, număra 4000 de deținuți politici. Dumele și zemstvele municipale au fost restabilite, iar sovietele, ca organe de clasă, au fost ținute departe de viața politică”.
În mod similar, liberalii constituțional-democrați s-au supus, în general, soluțiilor dictatoriale acolo unde subzistau — cu unele excepții, și în Crimeea, unde s-a menținut un regim constituțional și parlamentar care a păstrat libertățile personale și chiar a prezentat o timidă reformă agrară.
În plus, nici una dintre armate nu ținea să lase în urma sa elemente suspecte sau periculoase. De asemenea, luptătorii anarhiști din armata lui Mahno au respectat cel mai mult populația civilă și i-au cruțat și eliberat pe simplii combatanți luați prizonieri, dar i-au lichidat în retragerea lor pe ofițeri, nobili, burghezi, culaci sau preoți, tribunalele populare spontane însărcinându-se și cu judecarea și pedepsirea celor care s-au compromis în masacrele Terorii Albe⁠(d).

### Violența de jos și violența de sus
Potrivit lui Sabine Dullin⁠(d), „organele de represiune create de către bolșevici au lăsat represiunea în mare măsură în seama inițiativei populare”. Ceka locale s-au arătat de multe ori mult mai radicale decât cea centrală. Marc Ferro⁠(d) insistă pe faptul că micul partid bolșevic nu avea mijloacele de a declanșa violența la scară largă în Rusia în timpul războiului civil, și că leniniștii de multe ori au susținut și și-au asumat violențe populare spontane pentru a da iluzia că controlează situația, și le-au canalizat sau exploatat în avantajul lor.
În mod similar, de cealaltă parte, controversatul lider naționalist ucrainean Petliura părea, de exemplu, să fie copleșit de antisemitismul visceral al soldaților săi: fie a lăsat pogromurile să se producă, fie a încercat pe unele să le înfrâneze, dar nu le-a ordonat (rolul său exact rămâne extrem de controversat).
În ceea ce privește Teroarea Albă, rolurile ideologiei, ale actelor de violență spontane și, respectiv, ale celor decise „de sus” de către autorități, sunt încă mult discutate. Conform lui Nicolas Werth⁠(d), „Teroarea Albă nu a fost niciodată erijată în sistem. Ea a fost, aproape întotdeauna, făptuită de detașamentele necontrolate, scăpate de autoritatea comandamentului militar, care încercau, fără succes, să facă pe plac guvernului.(...) [Ea] a rămas cel mai adesea o represiune polițienească la nivelul serviciilor de contra-informații militare”. Alți istorici consideră, dimpotrivă, că ideologia – inclusiv asimilarea comuniștilor cu evreii, și teoriile conspirații „iudeo-bolșevice” – a ocupat un loc important în procesul de teroare condus de sus. Potrivit istoricului american Peter Holquist⁠(d), „deși este adevărat că mișcările antisovietice demonstrează mai puțin nevoia de a-și justifica acțiunile, cu toate acestea, este destul de clar că violența, departe de a fi arbitrară sau accidentală, era de fapt calculată. [...] Prizonierii de război erau triați de către șefii albi, care îi puneau deoparte pe cei pe care îi considerau indezirabili și irecuperabili (evreii, balticii, chinezii, comuniștii) și ordonau execuția lor in corpore.”.
Poate chiar mai mult decât bolșevicii, generalii albi erau depășiți de violența susținătorilor lor în teritoriile vaste sau în care autoritatea lor era limitată. Generalul Vranghel descrie în memoriile sale anarhia care predomina pe vastul teritoriu controlat de Denikin, când a preluat conducerea în martie 1920: „țara era condusă de o serie de mici satrapi, începând cu guvernanții și terminând cu orice ofițer de armată [...] indisciplina trupelor, dezmățul și arbitrarul ce domneau în spatele frontului nu mai erau un secret pentru nimeni [...] Armata, slab alimentată, se hrănea exclusiv pe spinarea populației, deja împovărată insuportabil.”
Cu toate acestea, este incontestabil faptul că înaltele autorități albe au ales și ele să utilizeze teroarea. „Conferința specială” prezidată de generalul Denikin lua încă din martie 1919 decizia de a condamna la moarte „orice persoană care a contribuit la puterea Consiliului Comisarilor Poporului”. Osvag, serviciul de propagandă al guvernului Denikin, a lansat în timpul războiului multe zvonuri despre unele presupuse conspirații evreiești. În Ungaria, după căderea Republicii Sfaturilor în august 1919, unitățile paramilitare ce făceau parte din trupele amiralului Miklós Horthy au dezlănțuit Teroarea Albă⁠(d): numărul victimelor represiunii din Ungaria este estimat a fi între cinci și șase mii de victime, de zece ori mai mult decât cele o mie cinci sute de victime ale Terorii Roșii maghiare⁠(d), deși o estimare mai recentă le reduce numărul cu câteva sute. Generalul Ungern-Sternberg, supranumit „baronul sângeros”, a fost, fără îndoială, cel care a mers cel mai departe cu teroarea. În celebrul său „ordin numărul 15”, adresat armatelor sale în martie 1921, secțiunea 9 ordona „exterminarea comisarilor, comuniștilor și evreilor cu familiile lor.”
Pe lângă diferitele tabere, numeroși lideri militari și aventurieri profitau de prăbușirea autorității în Rusia pentru a jefui, masacra, și a se proclama conducători ale unor teritorii mai mult sau mai puțin extinse. Alții s-au angajat în forțele armate regulate din oportunism. Atamanul Grigoriev a constituit o bandă formată din soldați și mercenari, care s-a pus succesiv în slujba lui Simon Petliura, Armatei Roșie și Armatei Albe, fără a renunța în niciun moment la masacre și jafuri. Grigoriev avea să sfârșească împușcat de Mahno, cu care a fost pentru scurt timp aliat.
După înfrângerea Albilor, răscoalele țăranilor antibolșevici au ajuns la apogeu. Mulți dintre colectorii de cereale au fost uciși, bolșevicii și colaboratorii lor vânați și, uneori, executați. Răspunsul Armatei Roșii a fost nemilos: sute de sate deportate cu totul, mii de insurgenți împușcați, femei și copii ale partizanilor luați ostatici, și, uneori, uciși, arme chimice utilizate de către Tuhacevski împotriva rebelilor din Tambov.
După victoria finală a regimului, teroarea s-a atenuat mult, dar aparatul polițienesc a rămas intact.

### Victoria și criza „comunismului de război”
Războiul a radicalizat spectaculos regimul. Pentru a duce un război total împotriva forțelor ostile, guvernul lui Lenin a trecut la naționalizarea cvasi-integrală a comerțului, sectorului bancar, industriei, și chiar și a meșteșugurilor. Locuințele claselor bogate au fost naționalizate: apartamentele colective au intrat astfel în viața cotidiană a rușilor. În timp ce moneda se prăbușea și în țară se practica trocul, iar salariile se plăteau în natură, regimul a instaurat gratuitatea locuințelor, transportului, apei, energiei electrice și serviciilor publice, toate acestea luate în mâini de către Partidul-Stat. Unii bolșevici visau chiar la eliminarea banilor, sau cel puțin să se limiteze drastic utilizarea acestora. Improvizat în focul circumstanțelor, „comunismul de război” (un termen creat a posteriori, după încheierea Războiului Civil) părea pe atunci să aibă un mijloc de a duce Rusia direct în socialism.
Puterea a refăcut și puternicul intervenționism⁠(d) în economie și asupra muncitorilor. Pentru a face acest lucru, ea nu a ezitat să restabilească o disciplină de fier în fabrici sau să readucă practicile pe care până atunci le ura, ca salariul în rate, livretul de muncă, lock-outul⁠(d), retragerea cartelelor de provizii, arestarea și deportarea liderilor greviști. Sute de greviști au fost chiar împușcați. Sindicatele au fost epurate, bolșevizate și transformate într-un mecanism de control al statului, cooperativele au fost absorbite, sovietele transformate în organisme de fațadă. În 1920, Troțki a stârnit controverse pe scară largă când a propus „militarizarea” muncii. În mediul rural, detașamentele armate au trecut cu violență, la rechiziționarea forțată de cereale pentru a hrăni orașele și Armata Roșie.
Puterea a depus și un imens efort de alfabetizare, educație și propagandă destinat soldaților și maselor populare. S-a încurajat efervescența artistică, artiștii de avangardă au fost aserviți „revoluției” printr-o producție mare de lucrări și afișe care să ajute la unirea maselor sub conducerea bolșevicilor.
Această politică a salvat regimul, dar a contribuit la enorma nemulțumire populară, și la prăbușirea radicală a producției, a monedei și a nivelului de trai. Economia a fost distrusă, rețeaua de transport a fost întreruptă. Piața neagră și trocul au înflorit. Inegalitatea instituțională a raționalizării în beneficiul soldaților și birocraților a dat naștere la acuzații din rândul poporului. Orașele s-au depopulat, mulți muncitori și orășeni înfometați întorcându-se la pământ. Moscova și Petrogradul și-au înjumătățit populația, în timp ce clasa muncitoare⁠(d) s-a dezintegrat: mai rămăseseră sub un milion de muncitori activi în 1921, față de peste trei milioane în 1917.
În 1921–1922, foametea, cuplată cu o foarte severă epidemie de tifos, au făcut mai multe milioane de morți în zona rurală rusească.

### Revolta din Kronstadt și introducerea NPE (martie 1921)
Dezgustați de monopolul puterii dobândit de către Partidul Bolșevic, precum și de violența și represiunea desfășurată în mediul rural sau împotriva muncitorilor greviști, marinarii din Kronstadt s-au răsculat în martie 1921, și au cerut revenirea la putere a sovietelor, alegeri libere, libertatea pieței interne, sfârșitul poliției politice. În practică, insurecția a constat în desființarea sovietului de la Kronstadt și numirea în locul lui a unui „comitet provizoriu revoluționar”. Revolta lor a fost zdrobită de Troțki și Tuhacevski.
În același timp, puterea i-a scos pe menșevici în afara legii, reprimând ultimele mari valuri de proteste ale muncitorilor, și începând o violentă campanie de „pacificare” împotriva țăranilor insurgenți. Al X-lea Congres al Partidului, ținut în același timp cu insurecția de la Kronstadt, a eliminat și dreptul de fracțiune în cadrul Partidului.
Dar în fața impasului „comunismului de război” și prăbușirii economiei, Lenin a hotărât revenirea la un capitalism de piață limitat și provizoriu: Noua Politică Economică (NEP) a fost adoptată la același congres. Această liberalizare economică — care nu a fost dublată și de o liberalizare politică — avea să contribuie la revigorarea economiei.

## Urmări

### Consecințe culturale

#### Eliberarea morală și emanciparea femeii
După Războiul Civil, a avut loc o schimbare foarte importantă în domeniul moravurilor sexuale. Critica marxistă a familiei burgheze îi făcuse deja pe bolșevici să modifice legislația referitoare la divorț, căsătorie și întrerupere voluntară de sarcină. În 1922, practicile homosexuale au fost și ele dezincriminate. De-a lungul anilor 1920, dorința de a avea acces la o sexualitate mai liberă a declanșat o mișcare socială numită de către Wilhelm Reich „revoluția sexuală”. Impusă de la bază, ea nu a fost suficient susținută de oficialii mai înalți ai regimului, și și-a pierdut treptat din importanță.
Mai general, puterea bolșevică, în special sub conducerea Alexandrei Kollontai, avea să ia măsuri importante pentru a îmbunătăți statutul social al femeilor. În plus față de legislația în materie de moravuri, o serie de decrete recunoșteau încă de la sfârșitul anului 1917 dreptul femeilor la ziua de muncă de 8 ore, la negocierea salariilor, la protecția locului de muncă în caz de sarcină, moduri de a asigura îngrijirea copiilor în timpul orelor de lucru, precum și drepturi politice egale cu cele ale bărbaților. Munca femeilor a fost încurajată, atât dintr-o perspectivă emancipatoare (regimul raportează că „legată în lanțuri acasă, soția nu poate fi egală cu bărbatul”) dar și pentru a completa deficitul de forță de muncă cauzat de război și de foamete.

#### Lupta împotriva analfabetismului și accesul maselor la cultură
Având în vedere că RSFSR (Republica Sovietică Federativă Socialistă Rusă), la sfârșitul Războiului Civil, era copleșită cu zeci de mii de orfani, au fost înființate șcearșki (comunități), în care copiii de toate vârstele supravegheați de cadre didactice voluntare erau educați în spirit socialist. În același timp, au fost eliminate gradele din armată, precum și regulile academice în artă. Gramatica și ortografia au fost simplificate, iar lupta ideologică împotriva prejudecăților și convingerilor religioase a luat avânt.
Regimul a depus rapid eforturi majore în domeniul învățământului public. Sub conducerea lui Anatoli Lunacearski, comisariatul poporului pentru educație a publicat un decret prin care declară deschiderea unui „front împotriva analfabetismului” la 10 decembrie 1919. În analiza critică pe care a publicat-o după o călătorie prin Uniunea Sovietică, primarul de Boulogne André Morizet⁠(d) spunea că „putem spune ce vrem noi despre conducătorii bolșevici. Putem să le criticăm metodele, să le condamnăm faptele în mare și în detaliu [...]. Dar există un punct în care mie mi se pare imposibil să nu le aprob în întregime eforturile, unde nu pot să nu apreciez fără rezerve rezultatele deja obținute: și anume în chestiunea instrucțiunii publice”.
De la începutul anului 1918, regimul a impus triplul principiu al secularismului, gratuității și obligativității educației. De la 38.387 în 1917, numărul de școli a depășit 52.274 în 1918, și 62.238 în anul 1919. În mod similar, bugetul pentru educație a crescut de la 195 de milioane de ruble în 1916 la 2,914 miliarde în 1918. S-au creat alfabete naționale pentru naționalitățile care nu aveau o grafie, în timp ce s-au înființat comisii de învățători. Aceste cifre impresionante trebuie însă nuanțate de dificultățile cu care se confrunta sistemul public de învățământ din cauza consecințelor războiului civil, și cu nivelul scăzut de dezvoltare economică a republicilor care aveau să formeze Uniunea Sovietică: lipsa cronică de materiale școlare și profesori instruiți, care explică și calitatea slabă a educației în primii ani ai regimului.

#### Revoluția și artele
Consecințele revoluției s-au făcut simțite și în domeniul artei. La sfârșitul secolului al XIX-lea, Rusia era deschisă la noi curente artistice, dezvoltate în Europa: impresionismul (cu pictori ca Leonid Pasternak⁠(d) și Konstantin Kuznețov⁠(d)), fauvismul (cu Mihail Larionov sau Natalia Goncearova) și cubismul (Vladimir Burliuk⁠(d)). Alte curente au apărut în Rusia, ca suprematismul, care susține supremația formei pure în pictură. În poezie, mișcarea acmeistă a fost inițiată de către Nikolai Gumiliov, în 1911. Premiera operei futuriste Victorie asupra Soarelui⁠(d), de Alexei Krucionîh⁠(d) și Velimir Hlebnikov, a avut loc la 3 decembrie 1913 la Sankt-Petersburg.
După revoluția din octombrie, deși bolșevicii au interzis operele deschis ostile regimului, noua putere nu a impus la început orientări în materie de artă — Troțki declarând că „arta nu este un domeniu pe care Partidul este chemat să-l comande” și a încurajat înflorirea unor tendințe avangardiste. Conform istoricului artelor Jean-Michel Palmier⁠(d), „există puține țări care au dedicat atâția bani artelor plastice, teatrului, literaturii, picturii, ca URSS în perioada cea mai dificilă pe care a cunoscut-o. Deși domnea foametea, iar contrarevoluția își scotea capul pe toate fronturile — intern și extern — tânăra republică sovietică cheltuia sume enorme pentru dezvoltarea artelor — și nu doar ca instrument de propagandă”.
Încă din primele zile ale Revoluției din Octombrie, guvernul bolșevic a pus în aplicare o serie de măsuri care să asigure conservarea, inventarierea și naționalizarea patrimoniului cultural național. Colecția privată a negustorului și patronului de artă Serghei Șciukin a fost rechiziționată pentru a deschide „primul muzeu de artă occidentală”. Vasili Kandinski a fost numit director al Muzeului Culturii Artistice, înființat în 1919, și a deschis numeroase muzee de provincie. Aici, din nou, lipsurile au limitat ambițiile regimului. Din cauza lipsei de fonduri pentru reconstrucție, cele mai multe dintre proiectele de arhitectură și de inovație nu au putut fi finalizate.
Noul mediu politic și cultural a favorizat apariția unor curente noi și unor dezbateri între școli. Potrivit lui Anatole Kopp⁠(d), „înăuntrul acestei noi viziuni, se pot distinge două orientări, în fapt două avangarde: o avangardă esențialmente formală care, în ciuda recursului la forme de expresie inedite, nu va atribui artei o misiune nouă, și o avangardă conștientă social și politic, care va ține, în lumina marxismului, să pună tehnicile artistice în slujba transformării omenirii”. Membrii acestui din urmă curent, partizanii nașterii unei „culturi proletare” noi, s-au grupat în Proletkult, grupare care și-a ținut primul său Congres în 1920. Acest grup a dus o campanie agresivă împotriva „tovarășilor de drum” ai partidului, și împotriva a tot ce se abate de la „arta proletară”, dar nu a obținut nicio măsură politică din partea aparatului de stat. La sfârșitul anilor 1920, Stalin avea să fie atras de teoriile Proletkult — apărându-i uneori pe unii dintre membrii săi — pentru a reprima artiștii și a impune linia realismului socialist.

### Consecințele economice și sociale

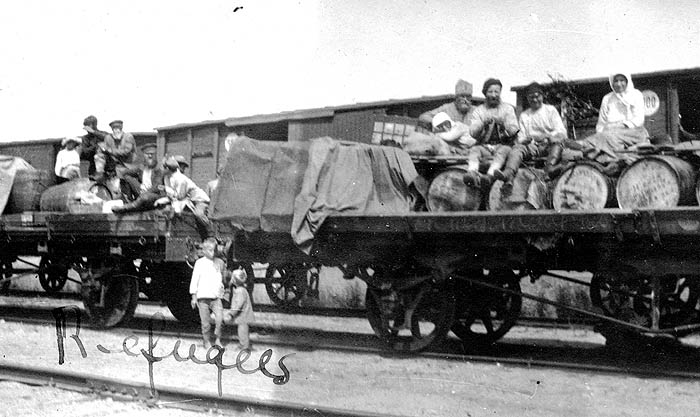
Rușii pleacă în exil pe un.

Revoluția și instaurarea noului regim au cauzat profunde transformări sociale în țările adunate în cadrul URSS. Vechile structuri feudale ale Rusiei țariste s-au dezintegrat fără a lăsa loc unei economii de piață, generând dezvoltarea unor noi relații sociale care aveau să fie subiectul diverselor interpretări.

Conform lui Nicolas Werth⁠(d), 13 milioane de ruși au murit violent între 1914 și 1921: 2,5 milioane în Marele Război, urmat de Războiul Civil și de masacrele Terorii Albe, Roșii sau Verzi, 5 milioane de foamete, și peste 2,5 milioane din cauza epidemiei de tifos. Potrivit demografului rus A. G. Volkov, populația Rusiei a scăzut cu 7 milioane între 1918 și 1922, cifră din care trebuie scăzuți emigranții (circa 2 milioane) și diferența de 400.000 între prizonierii întorși și cei plecați și fugiți, pentru a ajunge la o cifră de 4.500.000 de morți în timpul Războiului Civil, adică puțin peste 3% din populație. Majoritatea victimelor au pierit în afara câmpurilor de luptă, din lipsa de îngrijire adecvata sau de hrană. 
„Societatea rusă a ieșit din război mai arhaică, mai militarizată, mai țărănească.”
Vechile elite (clerul, nobilimea și burghezia, aceasta din urmă de la început mai fragilă decât cea din Occident, o parte din intelectuali) au dispărut ori s-au exilat, cel puțin pentru a se alătura unora dintre membrii lor din străinătate. Încă din epoca leninistă, acești „oameni ai trecutului” și copiii lor au fost urmăriți și discriminați la accesul la o locuință, loc de muncă sau universitate, sau li s-a refuzat dreptul la vot, oricât de simbolic ar fi devenit el. Mulți aveau să fie ulterior lichidați în timpul Marii Epurări staliniste. Aproximativ două milioane de „ruși albi⁠(d)” (în realitate nu toți aceștia eru monarhiști sau ruși) au fost exilați din Rusia revoluționară, sau au fost izgoniți. În 1922, un decret i-a privat pe aceștia în bloc de cetățenia rusă. Pentru această mare masă de apatrizi, Societatea Națiunilor a trebuit să inventeze pașaportul Nansen.
În mediul rural, Partidul a rămas subreprezentat. Prevederile constituționale confereau votului muncitoresc și urban o pondere net superioară votului țăranilor. Clasa țărănească a fost una dintre singurele care și-a păstrat o autonomie puternică față de statul foarte autoritar, autonomie construită în timpul Războiului Civil. Țăranii obținuseră împărțirea pământurilor pe care au așteptat-o de generații (deși, din cauza puternicii lor creșteri demografice, ei nu au dobândit decât 2 până la 3 hectare de teren fiecare în medie). Dar mulți au constatat că „pământul nu se mănâncă” (Lenin): milioanele de ferme mici apărute astfel erau neprofitabile și imposibil de modernizat. Sperietoarea bolșevicilor din timpul Războiului Civil, culacii (țăranii presupus bogați, dar în realitate, doar puțin mai înstăriți și mai dinamici decât media, aproape exclusiv datorită meritului personal) au intrat și ei în joc, și au beneficiat de apariția NPE — înainte de a suferi șocul deculacizării de după 1930.
Mulți dintre oamenii din popor, foști muncitori, salariați sau țărani, au beneficiat creșterea partidului-stat și a birocrației sale (a cărui dezvoltare notabilă îi îngrijora și pe Lenin și Troțki). Intrând în acestea sau în Armata Roșie, ei au dobândit poziții de putere și privilegii la care nu puteau spera sub Vechiul Regim. Birocrația a devenit și refugiul privilegiat al micii burghezii teoretic decăzute. Această „plebeianizare a Partidului” (Marc Ferro) va servi ca bază socială pentru ascensiunea viitoare a lui Iosif Stalin, numit secretar general al PCUS la 3 aprilie 1922.

### Consecințele politice și diplomatice
Primul rezultat al acestei revoluții a fost răsturnarea regimului țarist, lăsând câmp deschis pentru luarea puterii de către bolșevici. Potrivit lui Nicolas Werth⁠(d), „o revoluție populară și plebeiană profund antiautoritară⁠(d) și antietatistă [a] adus la putere gruparea cel mai dictatorială și mai etatistă”.
Potrivit mai multor istorici, bazele statului polițienesc⁠(d) leninist ar fi fost puse mult mai devreme, înainte de izbucnirea Războiului Civil, în august 1918, represiunea abătându-se la fel de mult, dacă nu chiar mai mult, asupra celorlalte partide revoluționare decât asupra unora dintre mai multele partide politice „burgheze” sau asupra forțelor monarhiste. Acest punct de vedere este respins de către unii istorici, ca Arno J. Mayer⁠(d), care, într-o recentă carte, susține că politica represivă a regimului sovietic a fost practic produsul unor tensiuni interne (violența contra-revoluției), dar și externe (reacția puterilor internaționale față de preluarea puterii de către bolșevici).
Pentru Marc Ferro, lupta pentru putere nu a fost pur și simplu doar între partide. În fapt, la momentul Revoluției din Februarie, partidele politice, sindicatele, cooperativele și sovietele erau forme de organizare rivale în competiția pentru reprezentarea și conducerea societății civile. Sovietele și partidele au convenit să subordoneze sau să elimine sindicatele, comitetele de fabrică sau cooperativele. Apoi, cu puțin timp înainte de Octombrie, partidele au convenit să infiltreze și să exploateze sovietele. Abia la sfârșit, unul dintre partide le-a eliminat pe celelalte.
Un alt rezultat imediat a fost semnarea tratatului de la Brest-Litovsk, și destrămarea parțială a fostului Imperiu Rus. Apoi a venit înființarea, în 1922, a URSS – „Uniunea Republicilor Sovietice Socialiste”.
Războiul Civil lăsase țara epuizată, distrusă pe mai mulți ani, și sub controlul unui singur partid, el însuși din ce în ce mai monolitic (îndepărtarea dreptului la disidență în martie 1921), în care poliția și armata au eliminat toate forțele de opoziție organizată. Totul era de reconstruit.
În plus, revoluția așteptată de către bolșevici în țările capitaliste nu a avut loc. În Germania chiar, masele populare nu au susținut majoritar tentativa spartakistă a Rosei Luxemburg, și a urmat represiunea. În Ungaria, Béla Kun și-a înstrăinat încă de la început țărănimea, și nu a rezistat decât 133 de zile la putere înainte de a fi înlăturat de la putere de o invazie românească. Valul revoluționar a dat înapoi încă din 1920 în Italia, deschizând calea spre succes fascismului. În țările industrializate, importante, ca Statele Unite ale Americii, Regatul Unit și Franța nu a avut loc decât un val de greve și manifestații, uneori violente, dar niciodată în măsură să implice societatea și guvernul.
Înființarea la Moscova a Internaționalei a III-a (Comintern) în 1919, a fost o consecință directă a lui Octombrie. Acesta va fi dizolvată de către Stalin în 1943, fără a fi reușit vreodată să realizeze o revoluție victorioasă. Pe termen scurt, divergențele dintre partidele politice social-democrate și cele comuniste, între 1919 și 1921, au lăsat mișcarea muncitorească și sindicală permanent divizată și slăbită în fața forțelor conservatoare și fasciste.
Rusia însăși a fost slăbită și izolată, înconjurată de un „cordon sanitar” de state mici (înspre Occident: Țările Baltice, Polonia, România). Noul sistem a trebuit să cucerească încet recunoașterea internațională. Ea a trebuit să aștepte până în 1922 pentru a fi recunoscută de către Germania (care i-a devenit aliat, în fapt, după acordurile de la Rappallo), și apoi în 1923 de către China aliată a lui Sun Iat-sen în 1924 de către Regatul Unit, Franța și Italia fascistă, în 1933 de către Statele Unite ale Americii, înainte de a intra târziu în Liga Națiunilor în 1934.
Regimul instituit de către bolșevici a fost deseori numit „comunist”, chiar dacă, pentru Marx, comunismul însemna o societate care răspundea la motto-ul „De la fiecare după posibilitate, fiecăruia după nevoi”. În 1918, cu toate acestea, Lenin nu respingea schimbarea numelui partidului în „comunist”, și nici înființarea în 1919 a Internaționalei Comuniste (se punea problema alegerii unui nume care să fie distinctiv față de social-democrație, care fusese majoritar favorabilă războiului).

### Percepțiile și primirea în străinătate
Revoluția din Februarie 1917 a fost interpretată de occidentali în contextul Marelui Război aflat în curs de desfășurare, și, în general, fără prea multe cunoștințe despre realitățile din Rusia.
Democrațiile Antantei (în special Franța și Regatul Unit) au fost ușurate să scape de un aliat dificil, care era Nicolae al II-lea, de conservarea autocrației țariste, care le jena în propria lor propagandă a „războiului drept”. Nici presa (sub rezerva cenzurii sau autocenzurii⁠(d)), nici opinia publică nu au reușit să ia pulsul creșterii respingerii războiului în opinia publică rusă. Revoluția a fost interpretată dimpotrivă, ca o voință populară de a duce războiul până la capăt, cu un guvern mai competent.
Nu s-a înțeles nici amploarea revoltei sociale. Istoricul monarhist Jacques Bainville susținea în L'Action française⁠(d): „Trebuie ca înnoirea rusă să nu devină ceea ce până acum ea nu a vrut să fie, o revoluție”. Socialistul șovin Gustave Herve⁠(d) scria: „ce înseamnă Verdun, ce înseamnă Marna chiar pe lângă incomensurabila victorie morală pe care au reușit s-o repurteze Aliații la Petrograd!”
Totuși, încă din vara anului 1917, revolta soldaților ruși din tabăra Courtine din Limousin a trebuit să fie înăbușită cu salve de tun, și cu mulți morți. Greve importante și cvasi-insurgente se revendicau deschis după exemplul sovietelor muncitorești din Rusia în aprilie 1917, la Leipzig; în mai–iunie, la Leeds; în august, la Torino. În Italia sau chiar în Spania non-beligerantă, apăruseră pe ziduri inscripții cu „trăiască Lenin” încă din 1917, mai mult ca respingere simbolică a războiului și a condițiilor sociale decât ca o cunoaștere reală a programului bolșevic. Cu toate acestea, patriotismul a primat, neavând loc nicio tentativă revoluționară înainte de sfârșitul Marelui Război.
Delegații oficiali care plecau în Rusia în timpul Guvernului Provizoriu descopereau însă amploarea revoluției. Ei se întorceau uneori agitați, ca socialiștii francezi Albert Thomas și Marcel Cachin⁠(d), ministrul muncii englez Arthur Anderson sau feminista britanică Emmeline Pankhurst. O mână de străini prezenți în Rusia au aderat în mod activ la Revoluția din Octombrie, ca viitorul istoric și jurnalist american John Reed⁠(d), sau chiar filosoful creștin francez Pierre Pascal⁠(d). În luna martie, 1919, André Marty⁠(d) și Charles Tillon⁠(d) au condus revolta din flota franceză din Marea Neagră împotriva intervenției. Unii dintre prizonierii de război ai Puterilor Centrale, convertiți la bolșevism în captivitatea din Rusia, s-au făcut ei înșiși promotorii revoluției la întoarcerea în țările lor: iugoslavul Josip Broz (viitorul mareșal Tito) este doar cel mai celebru exemplu.
Germania lui Wilhelm al II-lea i-a lăsat pe diferiți revoluționari exilați în Elveția, între care Lenin, să-i traverseze teritoriul pentru a reveni în Rusia, în speranța că pacifismul va contribui la retragerea Rusiei din conflict. Încă de atunci circula în Rusia și în Occident ideea unui Lenin „agent german”, sau chiar zvonul că „maximaliștii” (traducere inexactă, dar răspândită, a termenului de bolșevici) sunt finanțați cu „aur german”. Revoluția din Octombrie era văzută în primul rând ca o manevră politică ca oricare alta, și nici Antanta, nici Puterile Centrale nu credeau la început în durabilitatea noii puteri. După greul tratat de la Brest-Litovsk (SPD s-a opus ratificării acestuia în Reichstag), Kaiserul a fost un aliat obiectiv și paradoxal al regimului bolșevic, acesta din urmă având tot interesul să țeasă intrigi „interimperialiste”, și să nu-și mai adauge un inamic. Antanta a intervenit în Rusia, în primul rând pentru a preveni prăbușirea frontului de est, iar principalul reproș făcut bolșevicilor a fost acela de „trădare” a alianței. După armistițiul de la Rethondes, din 1918, a fost combătută revoluția în sine.
Pacifismul și criza economică de după război, precum și refuzul de a vedea revoluția zdrobită, a stârnit puternice simpatii active în straturile populare din Europa pentru Revoluția din Octombrie — atrocitățile „Terorii Roșii” au fost ignorate, negate, minimalizate sau justificate ca simplu răspuns la Teroarea Albă.

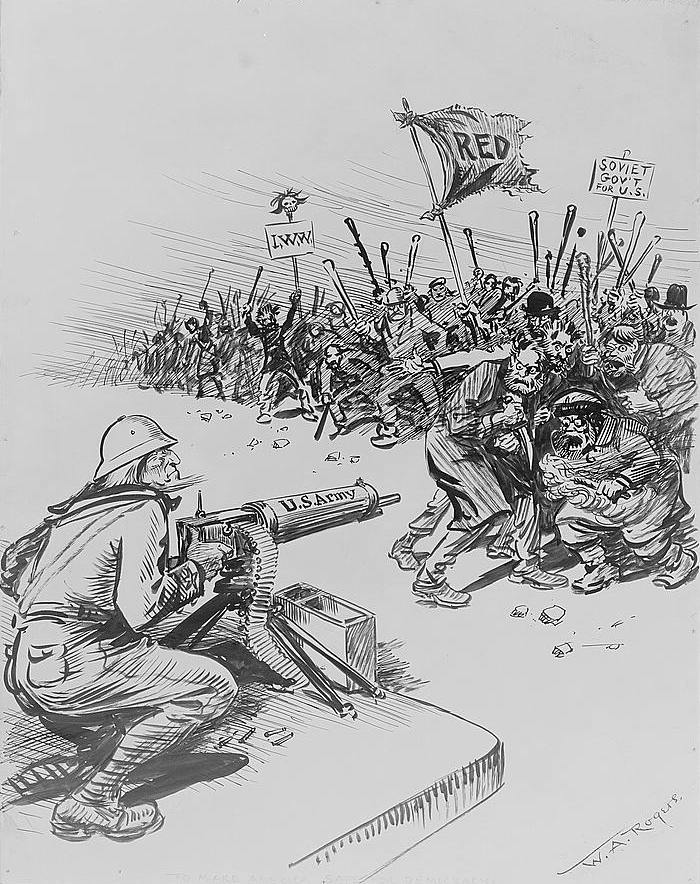
Caricatură antibolșevică publicată în 1919 în New York Herald.

În Franța, revoluția rusă a fost interpretată prin prisma amintirilor încă foarte vii ale Revoluției Franceze din 1789: bolșevicii au fost asimilați iacobinilor, Kerenski girondinilor, Albii vendeenilor, Troțki lui Lazare Carnot, „organizatorul victoriei” etc. Un istoric simpatizant ca Albert Mathiez⁠(d) făcea încă din 1920 analogia între Robespierre și Lenin, între Teroarea Roșie și Teroarea Iacobină din 1793. Poetul André Breton nu este singurul care a interpretat revoluția rusă ca o răzbunare pentru înăbușirea Comunei din Paris, el observând că ultimele cifre ale anului 1917 sunt ultimele cifre inversate ale lui 1871. Dar „marea lumină de la răsărit” (titlul unei cărți de Jules Romains) nu a fost la fel de bine primită de toată lumea. Clasele de mijloc au suferit de pierderea obligațiunilor rusești⁠(d), pe care Lenin nu le-a mai recunoscut la începutul anului 1918. Și anticomunismul era foarte puternic în rândul socialiștilor rămași fideli „vechii case”, la congresul de la Tours din 1920, în rândul anarhiștilor, în rândul unor intelectuali umaniști ostili metodelor bolșevicilor (de exemplu, Romain Rolland, un prieten al lui Gorki), și, desigur, în rândul dreptei. În 1919, un afiș celebru stigmatiza bolșevicul ca „omul cu cuțitul în dinți”.
În Statele Unite ale Americii, red scare, sau „Groaza Roșie”, a marcat anii imediat de după război și a contribuit la reacțiile autoritare, puritane și xenofobe (migranții erau văzuți ca purtători ai unui potențial „virus” bolșevic), care au marcat anii 1920. În Germania, în Ungaria, în Italia, forțele conservatoare, naționaliste sau fasciste, uneori aliate, pentru un timp, cu social-democrații ca Noske la Berlin, s-au luptat pentru a reprima prin violență „bolșevismul” (un cuvânt de altfel elastic, sub care au regrupat abuziv orice susținător al unor schimbări sociale, sau chiar orice adversar). În 1919, teama și ura față de bolșevism și Revoluția din Octombrie, față de transformările sale și de eventuala prelungire a ei a jucat un rol neneglijabil la formarea ideologiilor și mișcărilor lui Benito Mussolini în Italia și Adolf Hitler în Germania.
În țările colonizate, Revoluția din Octombrie a adus speranțe importante. În 1920, la Baku, bolșevicii au convocat un „congres al popoarelor Orientului” (1–8 septembrie), care a încercat să facă joncțiunea între naționalismele popoarelor colonizate și mișcarea comunistă mondială.

### Posteritatea și sfârșitul
Distrugerea economică și morală cauzată de Războiul Civil avea să lase locul unei clase de birocrați, care chiar în sânul Partidului Bolșevic avea să reușească să-și impună șeful de stat. Pentru a face acest lucru, ei a trebuit să-i deporteze și să-i măcelărească pe toți adversarii, „contra-revoluționari” și revoluționari. Mii de militanți comuniști, inclusiv majoritatea din „garda veche” bolșevică, eroi ai lui Octombrie și ai Războiului Civil, aveau să fie deportați, și apoi împușcați. Cei mai celebri dintre ei au fost umiliți și discreditați public în procesele de la Moscova din 1936–1938.
Pentru a-și afirma puterea, și pentru a face uitat rolul foarte limitat jucat de el în Revoluția din Octombrie, Iosif Stalin a început să lichideze în timpul Marii Terori din anii 1936–1938 o întreagă generație de activiști civici, profesioniști, oameni politici și economiști, militari, scriitori, și chiar milițieni care îl cunoșteau înainte de 1917, de Revoluție și de Războiul Civil. O mare parte din ei ținuseră, temporar, partea altor grupări decât bolșevicii, ca și dictatorul însuși. În 1930, jumătate din cadrele de stat și chiar din miliție serviseră și sub fostul regim. „Generația de la 1937”, care i-a înlocuit din cauza epurărilor, nu-l știa decât pe Stalin și-i datora totul: această nomenklatură, fără trecut revoluționar, avea să conducă direct URSS până în ajunul dispariției sale.
Regimul totalitar al lui Stalin avea să sfârșească prin a înăbuși idealurile Revoluției din Octombrie. La mijlocul anilor 1930, s-au restabilit mai multe valori respinse de Lenin și Troțki: dragostea de familie și de patria „socialistă”, restaurarea gradelor militare, cum ar fi gradul de mareșal, vânzarea liberă de vodkă de către stat, formalismul în artă, rusificarea forțată a minorităților și „șovinismul Rusiei Mari”, antisemitismul oficial din ce în ce mai puțin voalat... Al Doilea Război Mondial avea să finalizeze această evoluție, Internaționala încetând, de exemplu, a mai fi imnul sovietic, în 1943, iar gradele și uniformele Vechiului Regim fiind restaurate spectaculos.
Foarte puțin sensibil la internaționalismul de la început al liderilor bolșevici, Stalin a abandonat orice idee de a exporta revoluția prin intermediul Cominternului. În ochii lui, el trebuia să se extindă doar datorită Armatei Roșii, sub control strict de la Moscova și ca o extensie a Imperiului Sovietic. Aceasta s-a produs în 1939, după anexările permise de pactul Ribbentrop-Molotov (care a permis recuperarea teritoriilor pierdute după Războiul Civil din Rusia), și apoi, după victoria din 1945.
Toate aceste fapte aveau să fie caracterizate de Lev Troțki ca „Thermidorul⁠(d)” Revoluției Ruse (prin comparație cu reacțiunea care a urmat căderii lui Robespierre în timpul Revoluției Franceze). Comparația prezintă însă unele limitări. În fapt, epoca lui Stalin este marcată și de o revenire, împotriva țăranilor, la metodele „comunismului de război”. Și acesta coincide cu o dezlănțuire fără precedent a terorii, pe când Thermidorul francez, dimpotrivă, punea capăt Terorii. Pe de altă parte, apariția lui Stalin a însemnat și stimularea unei dramatice transformări economice în Rusia, până într-acolo încât se vorbea de o „a doua revoluție” în anul 1930: naționalizarea integrală a terenurilor, planul cincinal scoțând brusc URSS din înapoiere. Toate acestea cu prețul greu și ascuns a milioane de victime, consecință a ambiției totalitare a puterii de stat.

### Interpretări
Cauzele acestei „degenerări” sunt explicate diferit. Pentru anarhiști, ele se datorează principiilor „autoritare” ale partidului bolșevic. Pentru alții, cum ar fi unii liberali, aceasta își are rădăcinile în ideile lui Karl Marx. Pentru mai mulți marxiști nebolșevici, Lenin a comis o eroare fatală din dorința de a declanșa o revoluție a muncitorilor într-o țară copleșitor țărănească și a supraestimat potențialul revoluționar al țărilor occidentale. Pentru comuniști, marxiști, antileniniști, ca și pentru comuniștii sovietiști⁠(d), bolșevicii au pus la punct încă de la început un capitalism de stat⁠(d) și au încălcat principiile comuniste și marxiste.
Comentând încă din epocă pe marginea evenimentelor din octombrie și Războiului Civil, marxiștii, cum ar fi teoreticianul Karl Kautsky sau revoluționara Rosa Luxemburg, și-au concentrat criticile asupra naturii Partidului Bolșevic și asupra organizării sale leniniste (pe care Troțki însuși a denunțat-o încă din 1904 ca un pericol). În ochii lor, asimilarea partidului cu poporul, disprețul lui față de democrație, cultul violenței, l-au făcut să facă din necesitate o virtute, și să transforme teroarea și dictatura impusă de circumstanțe într-un sistem permanent. Puterea Partidului asupra proletariatului s-a substituit astfel pe termen lung puterii sovietelor și a clasei muncitoare. Ei remarcă și cum caracterul său ierarhic, centralizat, militarizat, monolitic l-au făcut în mod inevitabil să concentreze toată puterea dictatorială în mâinile unui grup mic aflat la vârf (Biroul Politic, înființat în 1917) și, mai târziu, în mâinile unui singur om. Această analiză critică a fost reluată în 1930 de mai mulți foști tovarăși de drum ai Revoluției din Octombrie, între care în Franța, Pierre Monatte⁠(d), Alfred Rosmer⁠(d), sau Boris Souvarine⁠(d), un pionier al criticii stalinismului.
Pentru Troțki și troțkiști, cauza dictaturii regimului totalitar trebuie căutată în nașterea birocrației, precum și în izolarea revoluției într-o țară săracă și puțin dezvoltată. Se poate, totuși, sublinia faptul că nicio revoluție așa-zis „marxistă” a secolului al XX-lea nu a izbucnit în vreo țară bogată și industrializată, țările afectate fiind predominant agrare, și cu dezvoltarea rămasă în urmă (China, Vietnam, Etiopia, Mozambic etc.). Mai mult decât atât, niciunul dintre regimurile care s-au revendicat de la o revoluție comunistă nu a evitat să se orienteze rapid spre o dictatură polițienească și birocratică, ceea ce se poate explica parțial prin faptul că multe astfel de mișcări au fost impuse la putere de către Moscova și influențate de Stalin și URSS, atât pe plan militar, cât și economic sau politic.
Al Doilea Război Mondial a fost urmat de „Războiul Rece” între Est și Vest (în acest caz, Statele Unite ale Americii în special) într-o cursă a înarmărilor care nu s-a terminat niciodată cu un conflict deschis, direct, până la sfârșitul URSS în 1991.